# Svenska Hockeyligan 2013/2014
Svenska Hockeyligan 2013/2014 var den 39:e säsongen av Svenska Hockeyligan, Sveriges högsta division i ishockey. Svenska mästare blev Skellefteå AIK för andra året i rad efter fyra raka finalsegrar mot Färjestad BK. Skellefteå vann även grundserien, som spelades under perioden 14 september 2013–8 mars 2014.
Detta var första säsongen det nya namnet SHL (Svenska Hockeyligan) användes, istället för det tidigare Elitserien. Svenska Hockeyligan har också tidigare varit ett inofficiellt namn för Elitserien, och använts i Elitseriens hemsida hockeyligan.se, nu shl.se. Leksands IF var tillbaka i Sveriges högsta division och de slutade på sjunde plats i grundserien. Sist i grundserien slutade Örebro HK och AIK, och AIK åkte sedermera också ur SHL efter att ha misslyckats i Kvalserien, till förmån för rivalerna Djurgården som tog AIK:s plats inför säsongen 2014/2015.

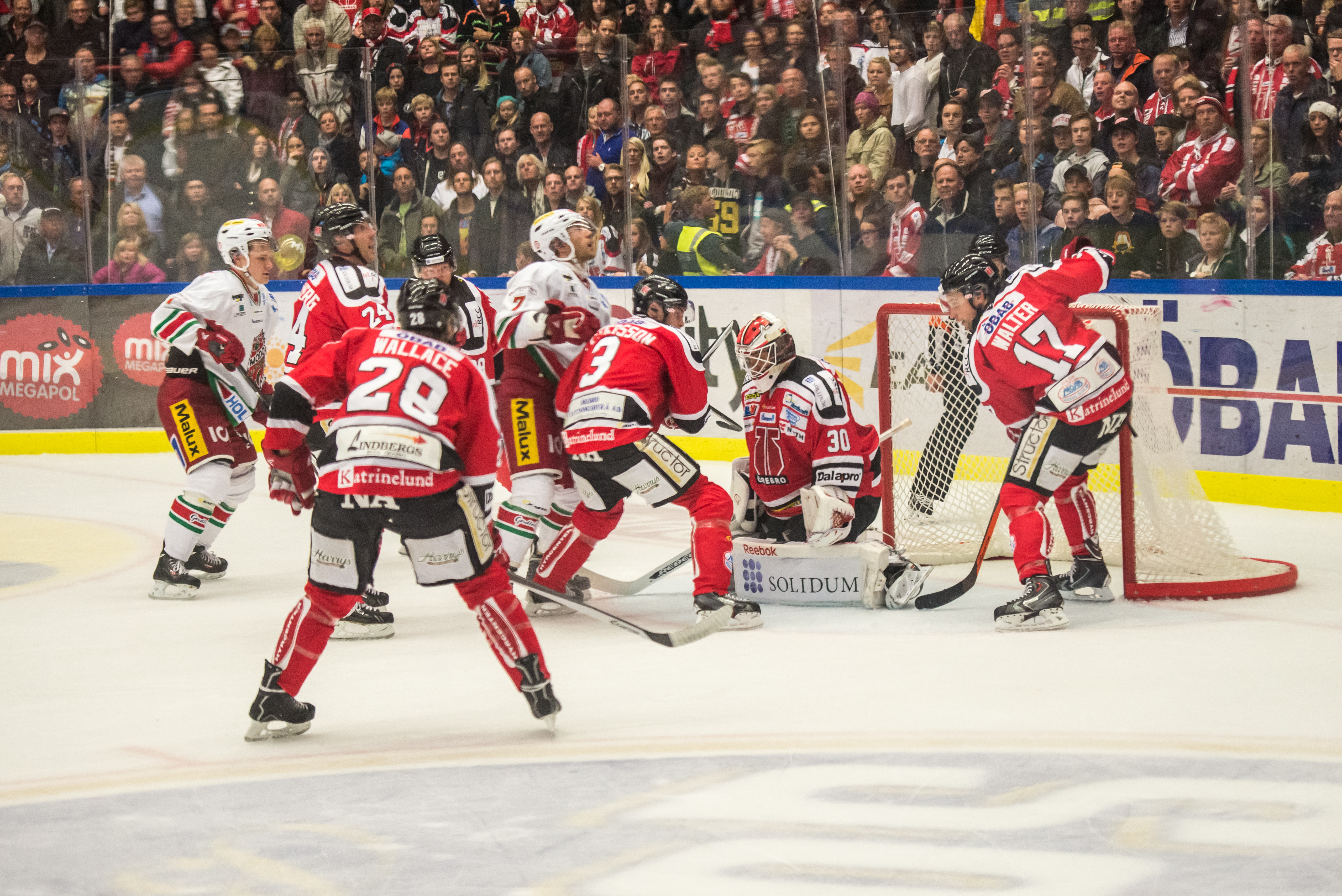
Örebro HK mot Modo Hockey i Behrn Arena 5 november 2013

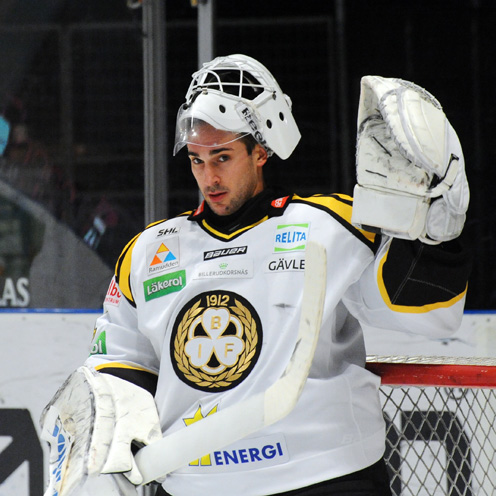
Brynäs IF:s målvakt Bernhard Starkbaum vid matchen AIK–Brynäs IF på Hovet 24 november 2013.

## Deltagande lag
| Lag             | Ort          | Arena                  | Kapacitet | Plac | Sedan     |
| --------------- | ------------ | ---------------------- | --------- | ---- | --------- |
| AIK             | Stockholm    | Hovet                  | 8 904     | 9    | 2010/2011 |
| Brynäs IF       | Gävle        | Läkerol Arena          | 8 265     | 8    | 1975/1976 |
| Frölunda HC     | Göteborg     | Scandinavium           | 12 044    | 6    | 1989/1990 |
| Färjestad BK    | Karlstad     | Löfbergs Arena         | 8 647     | 2    | 1975/1976 |
| HV71            | Jönköping    | Kinnarps Arena         | 7 000     | 4    | 1985/1986 |
| Leksands IF     | Leksand      | Tegera Arena           | 7 650     | 1 HA | 2013/2014 |
| Linköpings HC   | Linköping    | Cloetta Center         | 8 500     | 5    | 2001/2002 |
| Luleå HF        | Luleå        | Coop Norrbotten Arena  | 6 300     | 3    | 1984/1985 |
| Modo Hockey     | Örnsköldsvik | Fjällräven Center      | 7 600     | 7    | 1985/1986 |
| Skellefteå AIK  | Skellefteå   | Skellefteå Kraft Arena | 5 801     | 1    | 2006/2007 |
| Växjö Lakers HC | Växjö        | Vida Arena             | 5 700     | 10   | 2011/2012 |
| Örebro HK       | Örebro       | Behrn Arena            | 5 200     | 6 HA | 2013/2014 |

## Förlopp
- 13 juni 2013 – Intresseorganisationen Svenska Hockeyligan beslutar att ändra på slutspelets system med följande:[2]
  - Lag 1–6 kvalificerade till kvartsfinal. Det lag som vinner serien möter det sämst placerade laget, tvåan möter det näst sämst placerade laget och så vidare.
  - Lag 7–10 spelar playoff, vinnarna går till kvartsfinal där de får möta vinnaren och tvåan i serien.
  - Lag 11–12 spelar kvalserien.
- 17 juni 2013 – Svenska Hockeyligan och Elitserien i ishockey byter namn till SHL (Svenska Hockeyligan).[3]
- 21 november 2013 – Patrik Ross blev den första tränaren att lämna en klubb i högsta seriesystemet. Detta efter att han avgick frivilligt efter Örebro HK inte vunnit på tolv omgångar. Assisterande tränarna Håkan Åhlund och Roland Sätterman övertog tillfälligt rollen som huvudtränare.[4]
- 25 november 2013 – Presenterades Kent Johansson som ny huvudtränare för Örebro HK.[5]
- 5 december 2013 – entledigades assisterande tränaren Andreas Johansson i Färjestad BK.[6]
- 14 december 2013 – spelades den så kallade julmatchen i Göteborg, mellan Frölunda HC och Skellefteå AIK. Matchen spelades utomhus på en tillfälligt uppbyggd rink på Gamla Ullevi. Totalt såg 13452 personer matchen, som slutade med vinst till Skellefteå med 4–1.[7]
- 15 december 2013 –  meddelade HV71 att Ulf Dahlén får lämna sitt jobb som huvudtränare, och ersätts av Torgny Bendelin med Anders Olsson som assisterande tränaren.[8]
- 8 februari 2014 Leksands IF:s back Patrik Hersley noterades för sitt 22:a mål för säsongen. Därmed slog han ett tidigare rekord för antal mål av en försvarsspelare i SHL:s grundserie, vilket noterades av Jan Huokko säsongen 1998/1999, som gjord 21 mål.[9] Patrik Hersley noterades sedan för ytterligare två mål i grundserien, (totalt 24). Han tilldelades Salming Trophy, som SHL:s bästa försvarsspelare.[10]
- 8 mars 2014 – spelades SHL:s 55:e och avslutande omgång. Med poängen utdelade stod det klart att AIK och Örebro HK spelat ihop lägst antal poäng och därmed fick finna sig i att spela Kvalserien. Till slutspelets play-in kom Leksands IF, Modo Hockey, Linköpings HC och HV71. Övriga sex lag kvalificerade sig för slutspelet.[11]
- Linköpings HC:s forward Pär Arlbrandt avslutade säsongen med 71 poäng, och blev därmed tredje spelare i SHL:s historia (efter Håkan Loob och Bud Holloway) att noteras för 70 poäng i grundserien under samma säsong.[12]

## Grundserien

### Poängtabell
| Nr | Lag                 | S  | V  | ÖV | ÖF | F  | GM  | IM  | MS  | P   |
| -- | ------------------- | -- | -- | -- | -- | -- | --- | --- | --- | --- |
| 1  | Skellefteå AIK (RM) | 55 | 32 | 4  | 7  | 12 | 179 | 121 | +58 | 111 |
| 2  | Frölunda HC         | 55 | 29 | 4  | 7  | 15 | 153 | 123 | +30 | 102 |
| 3  | Växjö Lakers        | 55 | 23 | 7  | 11 | 14 | 156 | 130 | +26 | 94  |
| 4  | Brynäs IF           | 55 | 19 | 11 | 6  | 19 | 163 | 152 | +11 | 85  |
| 5  | Färjestad BK        | 55 | 21 | 7  | 8  | 19 | 143 | 134 | +9  | 85  |
| 6  | Luleå HF            | 55 | 22 | 6  | 6  | 21 | 136 | 115 | +21 | 84  |
| 7  | Leksands IF (U)     | 55 | 23 | 5  | 4  | 23 | 118 | 155 | −37 | 83  |
| 8  | Modo                | 55 | 18 | 10 | 7  | 20 | 131 | 132 | −1  | 81  |
| 9  | Linköpings HC       | 55 | 20 | 7  | 4  | 24 | 174 | 167 | +7  | 78  |
| 10 | HV71                | 55 | 17 | 9  | 2  | 27 | 146 | 182 | −36 | 71  |
| 11 | Örebro HK (U)       | 55 | 13 | 5  | 12 | 25 | 119 | 160 | −41 | 61  |
| 12 | AIK                 | 55 | 12 | 6  | 7  | 30 | 124 | 171 | −47 | 55  |

### Resultattabell
| Hemma \ Borta   | AIK         | BRY         | FRÖ         | FÄR         | HV71        | LEK         | LIN         | LUL         | MODO        | SKE         | VÄX         | ÖRE         |
| AIK             | —           | 2–5 1–8     | 3–5 2–6 1–4 | 3–1 2–4     | 5–4 3–4 3–1 | 3–2 1–3     | 2–3 4–5     | 2–6 1–4 2–1 | 0–1 3–2     | 1–3 1–4 2–6 | 5–3 3–1     | 3–1 7–1 2–1 |
| Brynäs IF       | 1–2 2–1 3–2 | —           | 4–3 0–3 4–5 | 2–6 2–3     | 3–4 3–1 8–1 | 4–3 1–2     | 3–2 3–0     | 3–1 3–2 3–1 | 2–3 3–2     | 2–3 6–5 1–4 | 0–3 2–5     | 5–3 3–0     |
| Frölunda HC     | 2–3 4–1     | 3–2 2–3     | —           | 1–3 2–3 3–1 | 4–0 5–3 4–1 | 1–2 4–0 0–3 | 4–3 3–4     | 2–1 2–3 4–2 | 1–2         | 3–1 1–4     | 3–2 2–1     | 0–3 3–2     |
| Färjestad BK    | 3–1 2–1 4–3 | 3–5 2–3 3–2 | 2–3 1–2     | —           | 3–5 3–4     | 2–3 5–1 4–0 | 5–2 2–4     | 3–0 2–1     | 3–4 2–1     | 3–4 1–4 3–2 | 1–3 1–2 2–4 | 2–3 3–2 5–2 |
| HV71            | 4–3 4–1     | 3–0 4–5     | 2–4 3–2     | 0–1 3–2 5–3 | —           | 3–4 2–3 4–1 | 3–1 1–7     | 3–4 3–2 0–3 | 5–3 2–3 5–3 | 1–5 4–2     | 3–2 4–3 2–1 | 2–1 4–3 2–4 |
| Leksands IF     | 2–5 1–0 2–4 | 1–3 3–2 1–0 | 2–1 3–2     | 3–1 4–3     | 4–2 2–4     | —           | 1–6 1–4 5–2 | 3–2 0–3     | 3–2 0–1     | 1–3 0–5     | 2–1 2–5 6–4 | 4–1 1–3     |
| Linköpings HC   | 3–1 5–2     | 5–4 4–1 2–3 | 6–3 3–4 3–5 | 3–2 2–4 1–4 | 6–3 3–4 5–1 | 5–1 7–1     | —           | 2–3 3–2     | 0–5 8–2     | 3–4 2–4 6–5 | 4–5 6–2     | 5–2 2–4     |
| Luleå HF        | 5–2 3–0     | 5–1 3–1     | 1–3 2–1     | 2–1 0–2 1–3 | 5–2 5–3     | 1–0 2–3 3–2 | 5–1 3–2 6–0 | —           | 4–3 1–2 3–4 | 0–3 2–1     | 4–1 0–1 2–3 | 4–5 1–0 3–4 |
| Modo            | 3–1 2–1     | 3–4 5–2 4–6 | 1–2 2–3 1–2 | 1–2 3–6 0–1 | 2–3 5–1     | 4–2 6–3     | 4–3 1–3 2–3 | 3–2 0–3     | —           | 0–1 0–3 4–2 | 3–2 1–3     | 1–2 4–1     |
| Skellefteå AIK  | 5–1 3–2     | 3–7 3–1     | 3–2 1–6     | 3–4 4–0     | 5–0 4–1     | 2–1 1–2 7–0 | 4–2 5–2     | 1–0 3–5 5–1 | 6–2 1–2     | —           | 3–2 0–6     | 3–4 5–0 4–2 |
| Växjö Lakers HC | 3–1 3–4 3–2 | 0–3 3–4 7–2 | 3–2 4–2     | 4–1 4–2     | 1–6 3–1     | 4–3 4–5     | 2–1 7–0 0–1 | 1–4 1–0     | 1–2 3–2     | 4–2 3–2 1–2 | —           | 7–0 2–1     |
| Örebro HK       | 1–4         | 3–2 3–6 1–2 | 1–3 6–0     | 1–2 4–3     | 4–0 4–5     | 1–2 2–3 1–3 | 3–1 2–1 1–2 | 3–4 3–0     | 2–3 1–2 0–1 | 1–4 3–2     | 3–4 4–1 3–6 | —           |

### Spelarstatistik

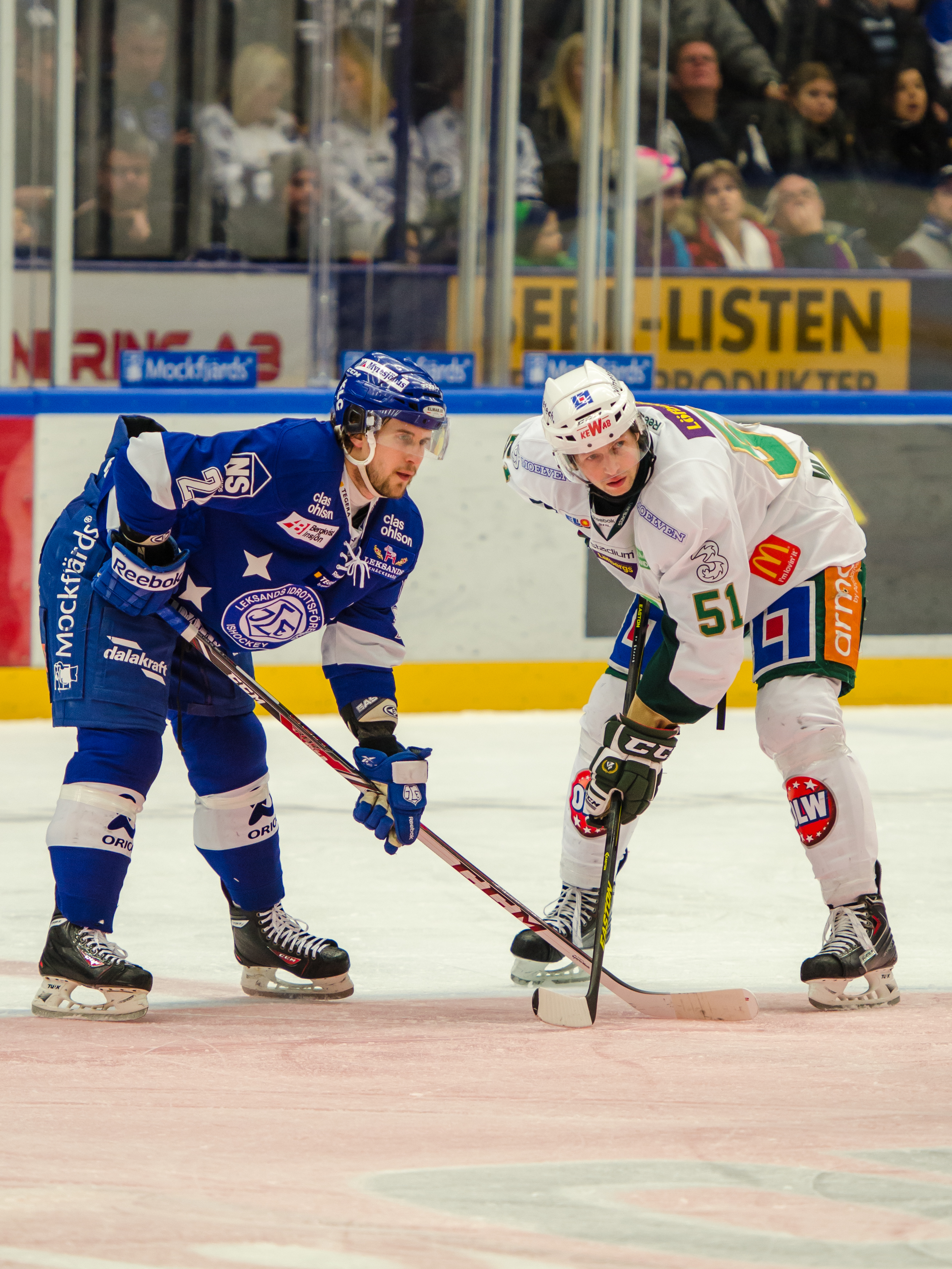
Ryan Russell, Leksands IF och Rickard Wallin, Färjestad BK 30 december 2013

Poängliga
|    | Nr | Spelare           | Lag             | Position       | Matcher | Mål | Assist | Poäng | Snitt |
| -- | -- | ----------------- | --------------- | -------------- | ------- | --- | ------ | ----- | ----- |
| 1  | 40 | Pär Arlbrandt     | Linköpings HC   | vänsterforward | 53      | 26  | 45     | 71    | 1,34  |
| 2  | 10 | Joakim Lindström  | Skellefteå AIK  | vänsterforward | 55      | 23  | 40     | 63    | 1,15  |
| 3  | 86 | Linus Klasen      | Luleå HF        | högerforward   | 54      | 28  | 29     | 57    | 1,06  |
| 4  | 11 | Simon Hjalmarsson | Linköpings HC   | vänsterforward | 55      | 27  | 30     | 57    | 1,04  |
| 5  | 42 | Chad Kolarik      | Linköpings HC   | center         | 53      | 30  | 18     | 48    | 0,91  |
| 6  | 45 | Oscar Möller      | Skellefteå AIK  | högerforward   | 48      | 27  | 18     | 45    | 0,94  |
| 7  | 42 | Joakim Hillding   | Färjestad BK    | center         | 55      | 18  | 23     | 41    | 0,75  |
| 8  | 13 | Ryan Gunderson    | Brynäs IF       | högerback      | 54      | 8   | 33     | 41    | 0,76  |
| 9  | 9  | Viktor Arvidsson  | Skellefteå AIK  | högerforward   | 50      | 16  | 24     | 40    | 0,80  |
| 10 | 40 | Dennis Rasmussen  | Växjö Lakers HC | center         | 52      | 16  | 24     | 40    | 0,77  |

Tabellens data är hämtade från Svenska Ishockeyförbundet.
Målvaktsliga
|   | Nr | Spelare                    | Lag            | M  | GIP | MIP     | SOG  | GA  | GAA  | SVS  | SVS%  | SO | V  | F  |
| - | -- | -------------------------- | -------------- | -- | --- | ------- | ---- | --- | ---- | ---- | ----- | -- | -- | -- |
| 1 | 30 | Linus Ullmark              | Modo Hockey    | 55 | 35  | 2043:29 | 1035 | 71  | 2,08 | 964  | 93,14 | 3  | 17 | 16 |
| 2 | 69 | Oscar Alsenfelt            | Leksands IF    | 51 | 46  | 2706:58 | 1474 | 106 | 2,35 | 1368 | 92,81 | 4  | 27 | 19 |
| 3 | 35 | Fredrik Pettersson-Wentzel | Färjestad BK   | 55 | 37  | 2218:02 | 1033 | 76  | 2,06 | 957  | 92,64 | 5  | 24 | 13 |
| 4 | 1  | David Rautio               | Luleå HF       | 51 | 34  | 2019:06 | 773  | 60  | 1,78 | 713  | 92,24 | 4  | 18 | 15 |
| 5 | 35 | Markus Svensson            | Skellefteå AIK | 49 | 34  | 1905:31 | 800  | 65  | 2,05 | 735  | 91,88 | 5  | 20 | 13 |

Tabellens data är hämtade från Svenska Ishockeyförbundet.

## SM-slutspel

### Slutspelsträd
|                 | Åttondelsfinaler                                 | Åttondelsfinaler                                 | Åttondelsfinaler                                 |                                                  |                                                  | Kvartsfinaler                                    | Kvartsfinaler                                    | Kvartsfinaler                                    |                                                  |                                                  | Semifinaler                                      | Semifinaler                                      | Semifinaler                                      |  |   | Final          | Final | Final |
|                 |                                                  |                                                  |                                                  |                                                  |                                                  |                                                  |                                                  |                                                  |                                                  |                                                  |                                                  |                                                  |                                                  |  |   |                |       |       |
|                 |                                                  |                                                  |                                                  |                                                  |                                                  | 1                                                | Skellefteå AIK                                   | 4                                                |                                                  |                                                  |                                                  |                                                  |                                                  |  |   |                |       |       |
|                 |                                                  |                                                  |                                                  |                                                  |                                                  | 10                                               | HV71                                             | 1                                                |                                                  |                                                  |                                                  |                                                  |                                                  |  |   |                |       |       |
|                 | 7                                                | Leksands IF                                      | 1                                                |                                                  |                                                  | 10                                               | HV71                                             | 1                                                |                                                  | 1                                                | Skellefteå AIK                                   | 4                                                |                                                  |  |   |                |       |       |
|                 | 7                                                | Leksands IF                                      | 1                                                |                                                  |                                                  |                                                  |                                                  |                                                  |                                                  | 1                                                | Skellefteå AIK                                   | 4                                                |                                                  |  |   |                |       |       |
|                 | 10                                               | HV71                                             | 2                                                |                                                  |                                                  |                                                  | 9                                                | Linköpings HC                                    | 1                                                |                                                  |                                                  |                                                  |                                                  |  |   |                |       |       |
|                 | 10                                               | HV71                                             | 2                                                | 2                                                | Frölunda HC                                      | 3                                                | 9                                                | Linköpings HC                                    | 1                                                |                                                  |                                                  |                                                  |                                                  |  |   |                |       |       |
|                 |                                                  |                                                  |                                                  |                                                  |                                                  | 3                                                |                                                  |                                                  |                                                  |                                                  |                                                  |                                                  |                                                  |  |   |                |       |       |
|                 |                                                  |                                                  |                                                  |                                                  |                                                  | 9                                                | Linköpings HC                                    | 4                                                |                                                  |                                                  |                                                  |                                                  |                                                  |  |   |                |       |       |
|                 | (Lagen omseedas efter första och andra omgången) | (Lagen omseedas efter första och andra omgången) | (Lagen omseedas efter första och andra omgången) | (Lagen omseedas efter första och andra omgången) | (Lagen omseedas efter första och andra omgången) | (Lagen omseedas efter första och andra omgången) | (Lagen omseedas efter första och andra omgången) | (Lagen omseedas efter första och andra omgången) | (Lagen omseedas efter första och andra omgången) | (Lagen omseedas efter första och andra omgången) | (Lagen omseedas efter första och andra omgången) | (Lagen omseedas efter första och andra omgången) | (Lagen omseedas efter första och andra omgången) |  | 1 | Skellefteå AIK | 4     |       |
|                 |                                                  |                                                  |                                                  |                                                  |                                                  | (Lagen omseedas efter första och andra omgången) | (Lagen omseedas efter första och andra omgången) | (Lagen omseedas efter första och andra omgången) | (Lagen omseedas efter första och andra omgången) | (Lagen omseedas efter första och andra omgången) | (Lagen omseedas efter första och andra omgången) | (Lagen omseedas efter första och andra omgången) | (Lagen omseedas efter första och andra omgången) |  | 5 | Färjestad BK   | 0     |       |
|                 |                                                  |                                                  |                                                  |                                                  |                                                  | 3                                                | Växjö Lakers                                     | 4                                                |                                                  |                                                  |                                                  |                                                  |                                                  |  |   |                |       |       |
|                 |                                                  |                                                  |                                                  |                                                  |                                                  | 6                                                | Luleå HF                                         | 2                                                |                                                  |                                                  |                                                  |                                                  |                                                  |  |   |                |       |       |
|                 | 8                                                | Modo                                             | 0                                                |                                                  |                                                  | 6                                                | Luleå HF                                         | 2                                                |                                                  | 3                                                | Växjö Lakers                                     | 2                                                |                                                  |  |   |                |       |       |
|                 | 8                                                | Modo                                             | 0                                                |                                                  |                                                  |                                                  |                                                  |                                                  |                                                  | 3                                                | Växjö Lakers                                     | 2                                                |                                                  |  |   |                |       |       |
|                 | 9                                                | Linköpings HC                                    | 2                                                |                                                  |                                                  |                                                  | 5                                                | Färjestad BK                                     | 4                                                |                                                  |                                                  |                                                  |                                                  |  |   |                |       |       |
|                 | 9                                                | Linköpings HC                                    | 2                                                | 4                                                | Brynäs IF                                        | 1                                                | 5                                                | Färjestad BK                                     | 4                                                |                                                  |                                                  |                                                  |                                                  |  |   |                |       |       |
|                 |                                                  |                                                  |                                                  |                                                  |                                                  | 1                                                |                                                  |                                                  |                                                  |                                                  |                                                  |                                                  |                                                  |  |   |                |       |       |
|                 |                                                  |                                                  |                                                  |                                                  |                                                  | 5                                                | Färjestad BK                                     | 4                                                |                                                  |                                                  |                                                  |                                                  |                                                  |  |   |                |       |       |
| Tabellplacering |                                                  |                                                  |                                                  |                                                  |                                                  |                                                  |                                                  |                                                  |                                                  |                                                  |                                                  |                                                  |                                                  |  |   |                |       |       |

### Play-In
Lag 7, 8, 9 och 10 spelade playoffserier i bäst av tre matcher, där vinnarna kvalificerade in till kvartsfinal.

#### Leksands IF–HV71
| 1     | 10 mars 2014 | HV71                                                                                       | 4–2                       | Leksands IF                              | Kinnarps Arena                                                     |                                                                    |
| 19:00 | 19:00        | (1–0, 1–1, 2–1) Summering                                                                  | (1–0, 1–1, 2–1) Summering | (1–0, 1–1, 2–1) Summering                | Jönköping Publik: 6 923 Domare: Christer Lärking, Thomas Andersson | Jönköping Publik: 6 923 Domare: Christer Lärking, Thomas Andersson |
| 19:00 | 19:00        | Patrik Carlsson (12:30) Patrik Carlsson (30:42) Kevin Fiala (41:30) Andreas Jämtin (57:50) | Mål                       | (31:21) Johan Ryno (42:19) Kevin Kapstad | Jönköping Publik: 6 923 Domare: Christer Lärking, Thomas Andersson | Jönköping Publik: 6 923 Domare: Christer Lärking, Thomas Andersson |
| 19:00 | 19:00        |                                                                                            |                           |                                          | Jönköping Publik: 6 923 Domare: Christer Lärking, Thomas Andersson | Jönköping Publik: 6 923 Domare: Christer Lärking, Thomas Andersson |
| 19:00 | 19:00        |                                                                                            |                           |                                          | Jönköping Publik: 6 923 Domare: Christer Lärking, Thomas Andersson | Jönköping Publik: 6 923 Domare: Christer Lärking, Thomas Andersson |
| 19:00 | 19:00        |                                                                                            |                           |                                          | Jönköping Publik: 6 923 Domare: Christer Lärking, Thomas Andersson | Jönköping Publik: 6 923 Domare: Christer Lärking, Thomas Andersson |
| 19:00 | 19:00        |                                                                                            |                           |                                          | Jönköping Publik: 6 923 Domare: Christer Lärking, Thomas Andersson | Jönköping Publik: 6 923 Domare: Christer Lärking, Thomas Andersson |

| 2     | 12 mars 2014 | Leksands IF                               | 2–1                       | HV71                      | Tegera Arena                                            |                                                         |
| 19:00 | 19:00        | (0–1, 1–0, 1–0) Summering                 | (0–1, 1–0, 1–0) Summering | (0–1, 1–0, 1–0) Summering | Leksand Publik: 6 018 Domare: Mikael Nord, Ulf Rönnmark | Leksand Publik: 6 018 Domare: Mikael Nord, Ulf Rönnmark |
| 19:00 | 19:00        | Patrik Hersley (30:26) Johan Ryno (46:47) | Mål                       | (17:15) Anssi Salmela     | Leksand Publik: 6 018 Domare: Mikael Nord, Ulf Rönnmark | Leksand Publik: 6 018 Domare: Mikael Nord, Ulf Rönnmark |
| 19:00 | 19:00        |                                           |                           |                           | Leksand Publik: 6 018 Domare: Mikael Nord, Ulf Rönnmark | Leksand Publik: 6 018 Domare: Mikael Nord, Ulf Rönnmark |
| 19:00 | 19:00        |                                           |                           |                           | Leksand Publik: 6 018 Domare: Mikael Nord, Ulf Rönnmark | Leksand Publik: 6 018 Domare: Mikael Nord, Ulf Rönnmark |
| 19:00 | 19:00        |                                           |                           |                           | Leksand Publik: 6 018 Domare: Mikael Nord, Ulf Rönnmark | Leksand Publik: 6 018 Domare: Mikael Nord, Ulf Rönnmark |
| 19:00 | 19:00        |                                           |                           |                           | Leksand Publik: 6 018 Domare: Mikael Nord, Ulf Rönnmark | Leksand Publik: 6 018 Domare: Mikael Nord, Ulf Rönnmark |

| 3     | 13 mars 2014 | Leksands IF                                     | 2–4                       | HV71                                                                                          | Tegera Arena                                            |                                                         |
| 19:00 | 19:00        | (0–3, 0–0, 2–1) Summering                       | (0–3, 0–0, 2–1) Summering | (0–3, 0–0, 2–1) Summering                                                                     | Leksand Publik: 6 462 Domare: Mikael Nord, Ulf Rönnmark | Leksand Publik: 6 462 Domare: Mikael Nord, Ulf Rönnmark |
| 19:00 | 19:00        | Martin Grönberg (50:02) Jacob Blomqvist (51:12) | Mål                       | (06:37) Ted Brithén (14:37) Johan Lindström (17:33) Erik Christensen (43:02) William Karlsson | Leksand Publik: 6 462 Domare: Mikael Nord, Ulf Rönnmark | Leksand Publik: 6 462 Domare: Mikael Nord, Ulf Rönnmark |
| 19:00 | 19:00        |                                                 |                           |                                                                                               | Leksand Publik: 6 462 Domare: Mikael Nord, Ulf Rönnmark | Leksand Publik: 6 462 Domare: Mikael Nord, Ulf Rönnmark |
| 19:00 | 19:00        |                                                 |                           |                                                                                               | Leksand Publik: 6 462 Domare: Mikael Nord, Ulf Rönnmark | Leksand Publik: 6 462 Domare: Mikael Nord, Ulf Rönnmark |
| 19:00 | 19:00        |                                                 |                           |                                                                                               | Leksand Publik: 6 462 Domare: Mikael Nord, Ulf Rönnmark | Leksand Publik: 6 462 Domare: Mikael Nord, Ulf Rönnmark |
| 19:00 | 19:00        |                                                 |                           |                                                                                               | Leksand Publik: 6 462 Domare: Mikael Nord, Ulf Rönnmark | Leksand Publik: 6 462 Domare: Mikael Nord, Ulf Rönnmark |

#### Modo–Linköpings HC
| 1     | 10 mars 2014 | Linköpings HC                                                                           | 4–0                       | Modo                      | Cloetta Center                                                |                                                               |
| 19:00 | 19:00        | (1–0, 3–0, 0–0) Summering                                                               | (1–0, 3–0, 0–0) Summering | (1–0, 3–0, 0–0) Summering | Linköping Publik: 5 853 Domare: Patrik Sjöberg, Sören Persson | Linköping Publik: 5 853 Domare: Patrik Sjöberg, Sören Persson |
| 19:00 | 19:00        | Eric Himelfarb (02:23) Mattias Sjögren (29:14) Oscar Sundh (33:45) Chad Kolarik (38:53) | Mål                       |                           | Linköping Publik: 5 853 Domare: Patrik Sjöberg, Sören Persson | Linköping Publik: 5 853 Domare: Patrik Sjöberg, Sören Persson |
| 19:00 | 19:00        |                                                                                         |                           |                           | Linköping Publik: 5 853 Domare: Patrik Sjöberg, Sören Persson | Linköping Publik: 5 853 Domare: Patrik Sjöberg, Sören Persson |
| 19:00 | 19:00        |                                                                                         |                           |                           | Linköping Publik: 5 853 Domare: Patrik Sjöberg, Sören Persson | Linköping Publik: 5 853 Domare: Patrik Sjöberg, Sören Persson |
| 19:00 | 19:00        |                                                                                         |                           |                           | Linköping Publik: 5 853 Domare: Patrik Sjöberg, Sören Persson | Linköping Publik: 5 853 Domare: Patrik Sjöberg, Sören Persson |
| 19:00 | 19:00        |                                                                                         |                           |                           | Linköping Publik: 5 853 Domare: Patrik Sjöberg, Sören Persson | Linköping Publik: 5 853 Domare: Patrik Sjöberg, Sören Persson |

| 2     | 12 mars 2014 | Modo                                                                                      | 4–5 (e.fl.)                    | Linköpings HC | Fjällräven Center                                                      |                                                                        |
| 19:00 | 19:00        | (2–0, 2–1, 0–3, 0–1) Summering                                                            | (2–0, 2–1, 0–3, 0–1) Summering | (2–0, 2–1, 0–3, 0–1) Summering                                                                                       | Örnsköldsvik Publik: 5 526 Domare: Marcus Vinnerborg, Morgan Johansson | Örnsköldsvik Publik: 5 526 Domare: Marcus Vinnerborg, Morgan Johansson |
| 19:00 | 19:00        | Simon Önerud (08:56) Niklas Nordgren (13:22) Richie Regehr (20:43) Mattias Ritola (21:37) | Mål                            | (33:41) Simon Hjalmarsson (44:15) Eric Himelfarb (52:00) Mattias Sjögren (52:14) Joachim Rohdin (67:15) Chad Kolarik | Örnsköldsvik Publik: 5 526 Domare: Marcus Vinnerborg, Morgan Johansson | Örnsköldsvik Publik: 5 526 Domare: Marcus Vinnerborg, Morgan Johansson |
| 19:00 | 19:00        |                                                                                           |                                | | Örnsköldsvik Publik: 5 526 Domare: Marcus Vinnerborg, Morgan Johansson | Örnsköldsvik Publik: 5 526 Domare: Marcus Vinnerborg, Morgan Johansson |
| 19:00 | 19:00        |                                                                                           |                                | | Örnsköldsvik Publik: 5 526 Domare: Marcus Vinnerborg, Morgan Johansson | Örnsköldsvik Publik: 5 526 Domare: Marcus Vinnerborg, Morgan Johansson |
| 19:00 | 19:00        |                                                                                           |                                | | Örnsköldsvik Publik: 5 526 Domare: Marcus Vinnerborg, Morgan Johansson | Örnsköldsvik Publik: 5 526 Domare: Marcus Vinnerborg, Morgan Johansson |
| 19:00 | 19:00        |                                                                                           |                                | | Örnsköldsvik Publik: 5 526 Domare: Marcus Vinnerborg, Morgan Johansson | Örnsköldsvik Publik: 5 526 Domare: Marcus Vinnerborg, Morgan Johansson |

### Kvartsfinaler

#### Skellefteå AIK–HV71
| 1           | 15 mars 2014 | Skellefteå AIK                                                                               | 3–1                     | HV71                    | Skellefteå Kraft Arena                                        |                                                               |
| 17:00 UTC+1 | 17:00 UTC+1  | (0–1, 1–0, 2–0) Rapport                                                                      | (0–1, 1–0, 2–0) Rapport | (0–1, 1–0, 2–0) Rapport | Skellefteå Publik: 5 753 Domare: Tobias Björk Mikael Sjöqvist | Skellefteå Publik: 5 753 Domare: Tobias Björk Mikael Sjöqvist |
| 17:00 UTC+1 | 17:00 UTC+1  | Jimmie Ericsson (22:00) (PP1) Jimmie Ericsson (44:20) (PP1) Pierre-Édouard Bellemare (58:09) | Mål                     | Patrik Carlsson (7:44)  | Skellefteå Publik: 5 753 Domare: Tobias Björk Mikael Sjöqvist | Skellefteå Publik: 5 753 Domare: Tobias Björk Mikael Sjöqvist |
| 17:00 UTC+1 | 17:00 UTC+1  |                                                                                              |                         |                         | Skellefteå Publik: 5 753 Domare: Tobias Björk Mikael Sjöqvist | Skellefteå Publik: 5 753 Domare: Tobias Björk Mikael Sjöqvist |
| 17:00 UTC+1 | 17:00 UTC+1  |                                                                                              |                         |                         | Skellefteå Publik: 5 753 Domare: Tobias Björk Mikael Sjöqvist | Skellefteå Publik: 5 753 Domare: Tobias Björk Mikael Sjöqvist |
| 17:00 UTC+1 | 17:00 UTC+1  |                                                                                              |                         |                         | Skellefteå Publik: 5 753 Domare: Tobias Björk Mikael Sjöqvist | Skellefteå Publik: 5 753 Domare: Tobias Björk Mikael Sjöqvist |
| 17:00 UTC+1 | 17:00 UTC+1  |                                                                                              |                         |                         | Skellefteå Publik: 5 753 Domare: Tobias Björk Mikael Sjöqvist | Skellefteå Publik: 5 753 Domare: Tobias Björk Mikael Sjöqvist |

| 2           | 17 mars 2014 | HV71                                        | 2–3                     | Skellefteå AIK                                                                 | Kinnarps Arena                                               |                                                              |
| 19:00 UTC+1 | 19:00 UTC+1  | (0–2, 1–0, 1–1) Rapport                     | (0–2, 1–0, 1–1) Rapport | (0–2, 1–0, 1–1) Rapport                                                        | Jönköping Publik: 6 723 Domare: Tobias Björk Mikael Sjöqvist | Jönköping Publik: 6 723 Domare: Tobias Björk Mikael Sjöqvist |
| 19:00 UTC+1 | 19:00 UTC+1  | Johan Lindström (27:34) Toni Rajala (43:00) | Mål                     | Melker Karlsson (15:09) (PP1) Adam Pettersson (19:03) Fredrik Lindgren (59:54) | Jönköping Publik: 6 723 Domare: Tobias Björk Mikael Sjöqvist | Jönköping Publik: 6 723 Domare: Tobias Björk Mikael Sjöqvist |
| 19:00 UTC+1 | 19:00 UTC+1  |                                             |                         |                                                                                | Jönköping Publik: 6 723 Domare: Tobias Björk Mikael Sjöqvist | Jönköping Publik: 6 723 Domare: Tobias Björk Mikael Sjöqvist |
| 19:00 UTC+1 | 19:00 UTC+1  |                                             |                         |                                                                                | Jönköping Publik: 6 723 Domare: Tobias Björk Mikael Sjöqvist | Jönköping Publik: 6 723 Domare: Tobias Björk Mikael Sjöqvist |
| 19:00 UTC+1 | 19:00 UTC+1  |                                             |                         |                                                                                | Jönköping Publik: 6 723 Domare: Tobias Björk Mikael Sjöqvist | Jönköping Publik: 6 723 Domare: Tobias Björk Mikael Sjöqvist |
| 19:00 UTC+1 | 19:00 UTC+1  |                                             |                         |                                                                                | Jönköping Publik: 6 723 Domare: Tobias Björk Mikael Sjöqvist | Jönköping Publik: 6 723 Domare: Tobias Björk Mikael Sjöqvist |

| 3           | 19 mars 2014 | Skellefteå AIK | 6–4                     | HV71                                                                                               | Skellefteå Kraft Arena                                        |                                                               |
| 19:00 UTC+1 | 19:00 UTC+1  | (3–0, 1–1, 2–3) Rapport | (3–0, 1–1, 2–3) Rapport | (3–0, 1–1, 2–3) Rapport                                                                            | Skellefteå Publik: 5 412 Domare: Patrik Sjöberg Sören Persson | Skellefteå Publik: 5 412 Domare: Patrik Sjöberg Sören Persson |
| 19:00 UTC+1 | 19:00 UTC+1  | Pierre-Édouard Bellemare (2:00) (PP1) Joakim Lindström (4:44) (PP1) Pierre-Édouard Bellemare (15:08) Jimmie Ericsson (34:13) (PP1) Jimmie Ericsson (40:18) Oscar Möller (51:02) (PP1) | Mål                     | Erik Christensen (36:41) Anton Bengtsson (50:10) William Karlsson (53:50) William Karlsson (57:24) | Skellefteå Publik: 5 412 Domare: Patrik Sjöberg Sören Persson | Skellefteå Publik: 5 412 Domare: Patrik Sjöberg Sören Persson |
| 19:00 UTC+1 | 19:00 UTC+1  | |                         | | Skellefteå Publik: 5 412 Domare: Patrik Sjöberg Sören Persson | Skellefteå Publik: 5 412 Domare: Patrik Sjöberg Sören Persson |
| 19:00 UTC+1 | 19:00 UTC+1  | |                         | | Skellefteå Publik: 5 412 Domare: Patrik Sjöberg Sören Persson | Skellefteå Publik: 5 412 Domare: Patrik Sjöberg Sören Persson |
| 19:00 UTC+1 | 19:00 UTC+1  | |                         | | Skellefteå Publik: 5 412 Domare: Patrik Sjöberg Sören Persson | Skellefteå Publik: 5 412 Domare: Patrik Sjöberg Sören Persson |
| 19:00 UTC+1 | 19:00 UTC+1  | |                         | | Skellefteå Publik: 5 412 Domare: Patrik Sjöberg Sören Persson | Skellefteå Publik: 5 412 Domare: Patrik Sjöberg Sören Persson |

| 4           | 21 mars 2014 | HV71                                              | 2–1 (SD)                          | Skellefteå AIK                    | Kinnarps Arena                                                   |                                                                  |
| 19:00 UTC+1 | 19:00 UTC+1  | (1–0, 0–0, 0–1, 0–0, 1–0) Rapport                 | (1–0, 0–0, 0–1, 0–0, 1–0) Rapport | (1–0, 0–0, 0–1, 0–0, 1–0) Rapport | Jönköping Publik: 6 830 Domare: Christer Lärking Mikael Sjöqvist | Jönköping Publik: 6 830 Domare: Christer Lärking Mikael Sjöqvist |
| 19:00 UTC+1 | 19:00 UTC+1  | Erik Christensen (10:38) Erik Christensen (92:53) | Mål                               | Bud Holloway (56:51)              | Jönköping Publik: 6 830 Domare: Christer Lärking Mikael Sjöqvist | Jönköping Publik: 6 830 Domare: Christer Lärking Mikael Sjöqvist |
| 19:00 UTC+1 | 19:00 UTC+1  |                                                   |                                   |                                   | Jönköping Publik: 6 830 Domare: Christer Lärking Mikael Sjöqvist | Jönköping Publik: 6 830 Domare: Christer Lärking Mikael Sjöqvist |
| 19:00 UTC+1 | 19:00 UTC+1  |                                                   |                                   |                                   | Jönköping Publik: 6 830 Domare: Christer Lärking Mikael Sjöqvist | Jönköping Publik: 6 830 Domare: Christer Lärking Mikael Sjöqvist |
| 19:00 UTC+1 | 19:00 UTC+1  |                                                   |                                   |                                   | Jönköping Publik: 6 830 Domare: Christer Lärking Mikael Sjöqvist | Jönköping Publik: 6 830 Domare: Christer Lärking Mikael Sjöqvist |
| 19:00 UTC+1 | 19:00 UTC+1  |                                                   |                                   |                                   | Jönköping Publik: 6 830 Domare: Christer Lärking Mikael Sjöqvist | Jönköping Publik: 6 830 Domare: Christer Lärking Mikael Sjöqvist |

| 5           | 23 mars 2014 | Skellefteå AIK                                                                          | 3–1                     | HV71                    | Skellefteå Kraft Arena                                           |                                                                  |
| 17:00 UTC+1 | 17:00 UTC+1  | (0–0, 2–0, 1–1) Rapport                                                                 | (0–0, 2–0, 1–1) Rapport | (0–0, 2–0, 1–1) Rapport | Skellefteå Publik: 5 178 Domare: Thomas Andersson Patrik Sjöberg | Skellefteå Publik: 5 178 Domare: Thomas Andersson Patrik Sjöberg |
| 17:00 UTC+1 | 17:00 UTC+1  | Petter Emanuelsson (31:24) Jimmie Ericsson (37:33) (PP1) Viktor Arvidsson (15:08) (PP1) | Mål                     | Ted Brithén (46:18)     | Skellefteå Publik: 5 178 Domare: Thomas Andersson Patrik Sjöberg | Skellefteå Publik: 5 178 Domare: Thomas Andersson Patrik Sjöberg |
| 17:00 UTC+1 | 17:00 UTC+1  |                                                                                         |                         |                         | Skellefteå Publik: 5 178 Domare: Thomas Andersson Patrik Sjöberg | Skellefteå Publik: 5 178 Domare: Thomas Andersson Patrik Sjöberg |
| 17:00 UTC+1 | 17:00 UTC+1  |                                                                                         |                         |                         | Skellefteå Publik: 5 178 Domare: Thomas Andersson Patrik Sjöberg | Skellefteå Publik: 5 178 Domare: Thomas Andersson Patrik Sjöberg |
| 17:00 UTC+1 | 17:00 UTC+1  |                                                                                         |                         |                         | Skellefteå Publik: 5 178 Domare: Thomas Andersson Patrik Sjöberg | Skellefteå Publik: 5 178 Domare: Thomas Andersson Patrik Sjöberg |
| 17:00 UTC+1 | 17:00 UTC+1  |                                                                                         |                         |                         | Skellefteå Publik: 5 178 Domare: Thomas Andersson Patrik Sjöberg | Skellefteå Publik: 5 178 Domare: Thomas Andersson Patrik Sjöberg |

#### Frölunda HC–Linköpings HC
| 1           | 15 mars 2014 | Frölunda HC                                                      | 3–2                     | Linköpings HC                            | Scandinavium                                                       |                                                                    |
| 17:00 UTC+1 | 17:00 UTC+1  | (1–0, 0–0, 2–2) Rapport                                          | (1–0, 0–0, 2–2) Rapport | (1–0, 0–0, 2–2) Rapport                  | Göteborg Publik: 10 033 Domare: Marcus Vinnerborg Christer Lärking | Göteborg Publik: 10 033 Domare: Marcus Vinnerborg Christer Lärking |
| 17:00 UTC+1 | 17:00 UTC+1  | Magnus Kahnberg (14:02) Joel Lundqvist (52:02) Max Görtz (53:22) | Mål                     | Jakub Vrána (41:49) Chad Kolarik (48:00) | Göteborg Publik: 10 033 Domare: Marcus Vinnerborg Christer Lärking | Göteborg Publik: 10 033 Domare: Marcus Vinnerborg Christer Lärking |
| 17:00 UTC+1 | 17:00 UTC+1  |                                                                  |                         |                                          | Göteborg Publik: 10 033 Domare: Marcus Vinnerborg Christer Lärking | Göteborg Publik: 10 033 Domare: Marcus Vinnerborg Christer Lärking |
| 17:00 UTC+1 | 17:00 UTC+1  |                                                                  |                         |                                          | Göteborg Publik: 10 033 Domare: Marcus Vinnerborg Christer Lärking | Göteborg Publik: 10 033 Domare: Marcus Vinnerborg Christer Lärking |
| 17:00 UTC+1 | 17:00 UTC+1  |                                                                  |                         |                                          | Göteborg Publik: 10 033 Domare: Marcus Vinnerborg Christer Lärking | Göteborg Publik: 10 033 Domare: Marcus Vinnerborg Christer Lärking |
| 17:00 UTC+1 | 17:00 UTC+1  |                                                                  |                         |                                          | Göteborg Publik: 10 033 Domare: Marcus Vinnerborg Christer Lärking | Göteborg Publik: 10 033 Domare: Marcus Vinnerborg Christer Lärking |

| 2           | 17 mars 2014 | Linköpings HC                              | 2–1 (SD)                          | Frölunda HC                       | Cloetta Center                                                |                                                               |
| 19:00 UTC+1 | 19:00 UTC+1  | (1–0, 0–1, 0–0, 0–0, 1–0) Rapport          | (1–0, 0–1, 0–0, 0–0, 1–0) Rapport | (1–0, 0–1, 0–0, 0–0, 1–0) Rapport | Linköping Publik: 6 015 Domare: Ulf Rönnmark Christer Lärking | Linköping Publik: 6 015 Domare: Ulf Rönnmark Christer Lärking |
| 19:00 UTC+1 | 19:00 UTC+1  | Eric Himelfarb (7:44) Chad Kolarik (83:55) | Mål                               | Anton Axelsson (33:44)            | Linköping Publik: 6 015 Domare: Ulf Rönnmark Christer Lärking | Linköping Publik: 6 015 Domare: Ulf Rönnmark Christer Lärking |
| 19:00 UTC+1 | 19:00 UTC+1  |                                            |                                   |                                   | Linköping Publik: 6 015 Domare: Ulf Rönnmark Christer Lärking | Linköping Publik: 6 015 Domare: Ulf Rönnmark Christer Lärking |
| 19:00 UTC+1 | 19:00 UTC+1  |                                            |                                   |                                   | Linköping Publik: 6 015 Domare: Ulf Rönnmark Christer Lärking | Linköping Publik: 6 015 Domare: Ulf Rönnmark Christer Lärking |
| 19:00 UTC+1 | 19:00 UTC+1  |                                            |                                   |                                   | Linköping Publik: 6 015 Domare: Ulf Rönnmark Christer Lärking | Linköping Publik: 6 015 Domare: Ulf Rönnmark Christer Lärking |
| 19:00 UTC+1 | 19:00 UTC+1  |                                            |                                   |                                   | Linköping Publik: 6 015 Domare: Ulf Rönnmark Christer Lärking | Linköping Publik: 6 015 Domare: Ulf Rönnmark Christer Lärking |

| 3           | 19 mars 2014 | Frölunda HC             | 1–3                     | Linköpings HC                                                                 | Scandinavium                                            |                                                         |
| 19:00 UTC+1 | 19:00 UTC+1  | (0–2, 0–0, 1–1) Rapport | (0–2, 0–0, 1–1) Rapport | (0–2, 0–0, 1–1) Rapport                                                       | Göteborg Publik: 9 167 Domare: Tobias Björk Mikael Nord | Göteborg Publik: 9 167 Domare: Tobias Björk Mikael Nord |
| 19:00 UTC+1 | 19:00 UTC+1  | Anton Axelsson (54:58)  | Mål                     | Johannes Salmonsson (15:40) Jonas Almtorp (18:58) Johannes Salmonsson (59:37) | Göteborg Publik: 9 167 Domare: Tobias Björk Mikael Nord | Göteborg Publik: 9 167 Domare: Tobias Björk Mikael Nord |
| 19:00 UTC+1 | 19:00 UTC+1  |                         |                         |                                                                               | Göteborg Publik: 9 167 Domare: Tobias Björk Mikael Nord | Göteborg Publik: 9 167 Domare: Tobias Björk Mikael Nord |
| 19:00 UTC+1 | 19:00 UTC+1  |                         |                         |                                                                               | Göteborg Publik: 9 167 Domare: Tobias Björk Mikael Nord | Göteborg Publik: 9 167 Domare: Tobias Björk Mikael Nord |
| 19:00 UTC+1 | 19:00 UTC+1  |                         |                         |                                                                               | Göteborg Publik: 9 167 Domare: Tobias Björk Mikael Nord | Göteborg Publik: 9 167 Domare: Tobias Björk Mikael Nord |
| 19:00 UTC+1 | 19:00 UTC+1  |                         |                         |                                                                               | Göteborg Publik: 9 167 Domare: Tobias Björk Mikael Nord | Göteborg Publik: 9 167 Domare: Tobias Björk Mikael Nord |

| 4           | 21 mars 2014 | Linköpings HC                                  | 2–3                     | Frölunda HC                                                               | Cloetta Center                                                     |                                                                    |
| 19:00 UTC+1 | 19:00 UTC+1  | (1–2, 0–1, 1–0) Rapport                        | (1–2, 0–1, 1–0) Rapport | (1–2, 0–1, 1–0) Rapport                                                   | Linköping Publik: 8 500 Domare: Morgan Johansson Marcus Vinnerborg | Linköping Publik: 8 500 Domare: Morgan Johansson Marcus Vinnerborg |
| 19:00 UTC+1 | 19:00 UTC+1  | Simon Hjalmarsson (0:29) Mark Matheson (46:36) | Mål                     | Nicklas Lasu (6:17) Andreas Johnson (7:38) Mikael Wikstrand (38:25) (PP1) | Linköping Publik: 8 500 Domare: Morgan Johansson Marcus Vinnerborg | Linköping Publik: 8 500 Domare: Morgan Johansson Marcus Vinnerborg |
| 19:00 UTC+1 | 19:00 UTC+1  |                                                |                         |                                                                           | Linköping Publik: 8 500 Domare: Morgan Johansson Marcus Vinnerborg | Linköping Publik: 8 500 Domare: Morgan Johansson Marcus Vinnerborg |
| 19:00 UTC+1 | 19:00 UTC+1  |                                                |                         |                                                                           | Linköping Publik: 8 500 Domare: Morgan Johansson Marcus Vinnerborg | Linköping Publik: 8 500 Domare: Morgan Johansson Marcus Vinnerborg |
| 19:00 UTC+1 | 19:00 UTC+1  |                                                |                         |                                                                           | Linköping Publik: 8 500 Domare: Morgan Johansson Marcus Vinnerborg | Linköping Publik: 8 500 Domare: Morgan Johansson Marcus Vinnerborg |
| 19:00 UTC+1 | 19:00 UTC+1  |                                                |                         |                                                                           | Linköping Publik: 8 500 Domare: Morgan Johansson Marcus Vinnerborg | Linköping Publik: 8 500 Domare: Morgan Johansson Marcus Vinnerborg |

| 5           | 23 mars 2014 | Frölunda HC | 6–2                     | Linköpings HC                             | Scandinavium                                             |                                                          |
| 17:00 UTC+1 | 17:00 UTC+1  | (1–0, 1–1, 4–1) Rapport | (1–0, 1–1, 4–1) Rapport | (1–0, 1–1, 4–1) Rapport                   | Göteborg Publik: 8 875 Domare: Ulf Rönnmark Tobias Björk | Göteborg Publik: 8 875 Domare: Ulf Rönnmark Tobias Björk |
| 17:00 UTC+1 | 17:00 UTC+1  | Erik Karlsson (3:17) Christian Bäckman (35:46) Mathis Olimb (42:12) Nicklas Lasu (45:10) Anton Blidh (56:29) Max Görtz (59:21) | Mål                     | Pär Arlbrandt (24:55) Oscar Sundh (51:26) | Göteborg Publik: 8 875 Domare: Ulf Rönnmark Tobias Björk | Göteborg Publik: 8 875 Domare: Ulf Rönnmark Tobias Björk |
| 17:00 UTC+1 | 17:00 UTC+1  | |                         |                                           | Göteborg Publik: 8 875 Domare: Ulf Rönnmark Tobias Björk | Göteborg Publik: 8 875 Domare: Ulf Rönnmark Tobias Björk |
| 17:00 UTC+1 | 17:00 UTC+1  | |                         |                                           | Göteborg Publik: 8 875 Domare: Ulf Rönnmark Tobias Björk | Göteborg Publik: 8 875 Domare: Ulf Rönnmark Tobias Björk |
| 17:00 UTC+1 | 17:00 UTC+1  | |                         |                                           | Göteborg Publik: 8 875 Domare: Ulf Rönnmark Tobias Björk | Göteborg Publik: 8 875 Domare: Ulf Rönnmark Tobias Björk |
| 17:00 UTC+1 | 17:00 UTC+1  | |                         |                                           | Göteborg Publik: 8 875 Domare: Ulf Rönnmark Tobias Björk | Göteborg Publik: 8 875 Domare: Ulf Rönnmark Tobias Björk |

| 6           | 25 mars 2014 | Linköpings HC                                                                                | 5–3                     | Frölunda HC                                     | Cloetta Center                                                   |                                                                  |
| 19:00 UTC+1 | 19:00 UTC+1  | (1–1, 1–0, 3–2) Rapport                                                                      | (1–1, 1–0, 3–2) Rapport | (1–1, 1–0, 3–2) Rapport                         | Linköping Publik: 6 884 Domare: Mikael Sjöqvist Morgan Johansson | Linköping Publik: 6 884 Domare: Mikael Sjöqvist Morgan Johansson |
| 19:00 UTC+1 | 19:00 UTC+1  | Carl Dahlström (18:41) Pär Arlbrandt (35:09) Simon Hjalmarsson (43:30) Pär Arlbrandt (43:47) | Mål                     | Alexander Wennberg (9:49) Dick Axelsson (53:56) | Linköping Publik: 6 884 Domare: Mikael Sjöqvist Morgan Johansson | Linköping Publik: 6 884 Domare: Mikael Sjöqvist Morgan Johansson |
| 19:00 UTC+1 | 19:00 UTC+1  |                                                                                              |                         |                                                 | Linköping Publik: 6 884 Domare: Mikael Sjöqvist Morgan Johansson | Linköping Publik: 6 884 Domare: Mikael Sjöqvist Morgan Johansson |
| 19:00 UTC+1 | 19:00 UTC+1  |                                                                                              |                         |                                                 | Linköping Publik: 6 884 Domare: Mikael Sjöqvist Morgan Johansson | Linköping Publik: 6 884 Domare: Mikael Sjöqvist Morgan Johansson |
| 19:00 UTC+1 | 19:00 UTC+1  |                                                                                              |                         |                                                 | Linköping Publik: 6 884 Domare: Mikael Sjöqvist Morgan Johansson | Linköping Publik: 6 884 Domare: Mikael Sjöqvist Morgan Johansson |
| 19:00 UTC+1 | 19:00 UTC+1  |                                                                                              |                         |                                                 | Linköping Publik: 6 884 Domare: Mikael Sjöqvist Morgan Johansson | Linköping Publik: 6 884 Domare: Mikael Sjöqvist Morgan Johansson |

| 7           | 27 mars 2014 | Frölunda HC             | 0–2                     | Linköpings HC                                    | Scandinavium                                             |                                                          |
| 19:00 UTC+1 | 19:00 UTC+1  | (0–1, 0–1, 0–0) Rapport | (0–1, 0–1, 0–0) Rapport | (0–1, 0–1, 0–0) Rapport                          | Göteborg Publik: 11 470 Domare: Ulf Rönnmark Mikael Nord | Göteborg Publik: 11 470 Domare: Ulf Rönnmark Mikael Nord |
| 19:00 UTC+1 | 19:00 UTC+1  |                         | Mål                     | Jonas Almtorp (8:43) Kent McDonell (27:19) (PP1) | Göteborg Publik: 11 470 Domare: Ulf Rönnmark Mikael Nord | Göteborg Publik: 11 470 Domare: Ulf Rönnmark Mikael Nord |
| 19:00 UTC+1 | 19:00 UTC+1  |                         |                         |                                                  | Göteborg Publik: 11 470 Domare: Ulf Rönnmark Mikael Nord | Göteborg Publik: 11 470 Domare: Ulf Rönnmark Mikael Nord |
| 19:00 UTC+1 | 19:00 UTC+1  |                         |                         |                                                  | Göteborg Publik: 11 470 Domare: Ulf Rönnmark Mikael Nord | Göteborg Publik: 11 470 Domare: Ulf Rönnmark Mikael Nord |
| 19:00 UTC+1 | 19:00 UTC+1  |                         |                         |                                                  | Göteborg Publik: 11 470 Domare: Ulf Rönnmark Mikael Nord | Göteborg Publik: 11 470 Domare: Ulf Rönnmark Mikael Nord |
| 19:00 UTC+1 | 19:00 UTC+1  |                         |                         |                                                  | Göteborg Publik: 11 470 Domare: Ulf Rönnmark Mikael Nord | Göteborg Publik: 11 470 Domare: Ulf Rönnmark Mikael Nord |

#### Växjö Lakers HC–Luleå HF
| 1           | 16 mars 2014 | Växjö Lakers HC                                                                                   | 4–0                     | Luleå HF                | Vida Arena                                                  |                                                             |
| 17:00 UTC+1 | 17:00 UTC+1  | (2–0, 1–0, 1–0) Rapport                                                                           | (2–0, 1–0, 1–0) Rapport | (2–0, 1–0, 1–0) Rapport | Växjö Publik: 5 532 Domare: Thomas Andersson Patrik Sjöberg | Växjö Publik: 5 532 Domare: Thomas Andersson Patrik Sjöberg |
| 17:00 UTC+1 | 17:00 UTC+1  | Liam Reddox (6:52) Alexander Johansson (8:08) Rhett Rakhshani (29:22) Alexander Johansson (59:29) | Mål                     |                         | Växjö Publik: 5 532 Domare: Thomas Andersson Patrik Sjöberg | Växjö Publik: 5 532 Domare: Thomas Andersson Patrik Sjöberg |
| 17:00 UTC+1 | 17:00 UTC+1  |                                                                                                   |                         |                         | Växjö Publik: 5 532 Domare: Thomas Andersson Patrik Sjöberg | Växjö Publik: 5 532 Domare: Thomas Andersson Patrik Sjöberg |
| 17:00 UTC+1 | 17:00 UTC+1  |                                                                                                   |                         |                         | Växjö Publik: 5 532 Domare: Thomas Andersson Patrik Sjöberg | Växjö Publik: 5 532 Domare: Thomas Andersson Patrik Sjöberg |
| 17:00 UTC+1 | 17:00 UTC+1  |                                                                                                   |                         |                         | Växjö Publik: 5 532 Domare: Thomas Andersson Patrik Sjöberg | Växjö Publik: 5 532 Domare: Thomas Andersson Patrik Sjöberg |
| 17:00 UTC+1 | 17:00 UTC+1  |                                                                                                   |                         |                         | Växjö Publik: 5 532 Domare: Thomas Andersson Patrik Sjöberg | Växjö Publik: 5 532 Domare: Thomas Andersson Patrik Sjöberg |

| 2           | 18 mars 2014 | Luleå HF                                             | 2–3                     | Växjö Lakers HC                                            | Coop Norrbotten Arena                                      |                                                            |
| 19:00 UTC+1 | 19:00 UTC+1  | (0–1, 1–2, 1–0) Rapport                              | (0–1, 1–2, 1–0) Rapport | (0–1, 1–2, 1–0) Rapport                                    | Luleå Publik: 4 760 Domare: Thomas Andersson Sören Persson | Luleå Publik: 4 760 Domare: Thomas Andersson Sören Persson |
| 19:00 UTC+1 | 19:00 UTC+1  | Daniel Gunnarsson (37:38) (PP1) Linus Klasen (58:33) | Mål                     | Noah Welch (19:17) Jan Hlavac (30:19) Jani Lajunen (38:07) | Luleå Publik: 4 760 Domare: Thomas Andersson Sören Persson | Luleå Publik: 4 760 Domare: Thomas Andersson Sören Persson |
| 19:00 UTC+1 | 19:00 UTC+1  |                                                      |                         |                                                            | Luleå Publik: 4 760 Domare: Thomas Andersson Sören Persson | Luleå Publik: 4 760 Domare: Thomas Andersson Sören Persson |
| 19:00 UTC+1 | 19:00 UTC+1  |                                                      |                         |                                                            | Luleå Publik: 4 760 Domare: Thomas Andersson Sören Persson | Luleå Publik: 4 760 Domare: Thomas Andersson Sören Persson |
| 19:00 UTC+1 | 19:00 UTC+1  |                                                      |                         |                                                            | Luleå Publik: 4 760 Domare: Thomas Andersson Sören Persson | Luleå Publik: 4 760 Domare: Thomas Andersson Sören Persson |
| 19:00 UTC+1 | 19:00 UTC+1  |                                                      |                         |                                                            | Luleå Publik: 4 760 Domare: Thomas Andersson Sören Persson | Luleå Publik: 4 760 Domare: Thomas Andersson Sören Persson |

| 3           | 20 mars 2014 | Växjö Lakers HC                                                                   | 3–4 (SD)                     | Luleå HF                                                                                         | Vida Arena                                                     |                                                                |
| 19:00 UTC+1 | 19:00 UTC+1  | (0–1, 0–1, 3–1, 0–1) Rapport                                                      | (0–1, 0–1, 3–1, 0–1) Rapport | (0–1, 0–1, 3–1, 0–1) Rapport                                                                     | Växjö Publik: 5 750 Domare: Thomas Andersson Marcus Vinnerborg | Växjö Publik: 5 750 Domare: Thomas Andersson Marcus Vinnerborg |
| 19:00 UTC+1 | 19:00 UTC+1  | Jan Hlavac (46:23) (PP1) Erik Josefsson (49:57) (PP1) Alexander Johansson (57:47) | Mål                          | Linus Persson (9:53) (PP1) Linus Klasen (30:05) (PP1) Dean Kukan (44:17) Niklas Olausson (70:23) | Växjö Publik: 5 750 Domare: Thomas Andersson Marcus Vinnerborg | Växjö Publik: 5 750 Domare: Thomas Andersson Marcus Vinnerborg |
| 19:00 UTC+1 | 19:00 UTC+1  |                                                                                   |                              |                                                                                                  | Växjö Publik: 5 750 Domare: Thomas Andersson Marcus Vinnerborg | Växjö Publik: 5 750 Domare: Thomas Andersson Marcus Vinnerborg |
| 19:00 UTC+1 | 19:00 UTC+1  |                                                                                   |                              |                                                                                                  | Växjö Publik: 5 750 Domare: Thomas Andersson Marcus Vinnerborg | Växjö Publik: 5 750 Domare: Thomas Andersson Marcus Vinnerborg |
| 19:00 UTC+1 | 19:00 UTC+1  |                                                                                   |                              |                                                                                                  | Växjö Publik: 5 750 Domare: Thomas Andersson Marcus Vinnerborg | Växjö Publik: 5 750 Domare: Thomas Andersson Marcus Vinnerborg |
| 19:00 UTC+1 | 19:00 UTC+1  |                                                                                   |                              |                                                                                                  | Växjö Publik: 5 750 Domare: Thomas Andersson Marcus Vinnerborg | Växjö Publik: 5 750 Domare: Thomas Andersson Marcus Vinnerborg |

| 4           | 22 mars 2014 | Luleå HF | 5–4                     | Växjö Lakers HC                                                                                         | Coop Norrbotten Arena                                       |                                                             |
| 17:00 UTC+1 | 17:00 UTC+1  | (1–0, 2–3, 2–1) Rapport                                                                                          | (1–0, 2–3, 2–1) Rapport | (1–0, 2–3, 2–1) Rapport                                                                                 | Luleå Publik: 5 660 Domare: Thomas Andersson Patrik Sjöberg | Luleå Publik: 5 660 Domare: Thomas Andersson Patrik Sjöberg |
| 17:00 UTC+1 | 17:00 UTC+1  | Linus Omark (11:34) (PP1) Anton Hedman (22:20) Daniel Mannberg (33:16) Linus Omark (41:42) Lars Bryggman (51:48) | Mål                     | Alexander Johansson (24:42) Noah Welch (25:11) (PP1) Cory Murphy (32:21) (PP1) Dennis Rasmussen (45:48) | Luleå Publik: 5 660 Domare: Thomas Andersson Patrik Sjöberg | Luleå Publik: 5 660 Domare: Thomas Andersson Patrik Sjöberg |
| 17:00 UTC+1 | 17:00 UTC+1  | |                         | | Luleå Publik: 5 660 Domare: Thomas Andersson Patrik Sjöberg | Luleå Publik: 5 660 Domare: Thomas Andersson Patrik Sjöberg |
| 17:00 UTC+1 | 17:00 UTC+1  | |                         | | Luleå Publik: 5 660 Domare: Thomas Andersson Patrik Sjöberg | Luleå Publik: 5 660 Domare: Thomas Andersson Patrik Sjöberg |
| 17:00 UTC+1 | 17:00 UTC+1  | |                         | | Luleå Publik: 5 660 Domare: Thomas Andersson Patrik Sjöberg | Luleå Publik: 5 660 Domare: Thomas Andersson Patrik Sjöberg |
| 17:00 UTC+1 | 17:00 UTC+1  | |                         | | Luleå Publik: 5 660 Domare: Thomas Andersson Patrik Sjöberg | Luleå Publik: 5 660 Domare: Thomas Andersson Patrik Sjöberg |

| 5           | 24 mars 2014 | Växjö Lakers HC                                  | 2–0                     | Luleå HF                | Vida Arena                                                     |                                                                |
| 19:00 UTC+1 | 19:00 UTC+1  | (0–0, 1–0, 1–0) Rapport                          | (0–0, 1–0, 1–0) Rapport | (0–0, 1–0, 1–0) Rapport | Växjö Publik: 5 230 Domare: Christer Lärking Marcus Vinnerborg | Växjö Publik: 5 230 Domare: Christer Lärking Marcus Vinnerborg |
| 19:00 UTC+1 | 19:00 UTC+1  | Dennis Rasmussen (25:06) Rhett Rakhshani (54:19) | Mål                     |                         | Växjö Publik: 5 230 Domare: Christer Lärking Marcus Vinnerborg | Växjö Publik: 5 230 Domare: Christer Lärking Marcus Vinnerborg |
| 19:00 UTC+1 | 19:00 UTC+1  |                                                  |                         |                         | Växjö Publik: 5 230 Domare: Christer Lärking Marcus Vinnerborg | Växjö Publik: 5 230 Domare: Christer Lärking Marcus Vinnerborg |
| 19:00 UTC+1 | 19:00 UTC+1  |                                                  |                         |                         | Växjö Publik: 5 230 Domare: Christer Lärking Marcus Vinnerborg | Växjö Publik: 5 230 Domare: Christer Lärking Marcus Vinnerborg |
| 19:00 UTC+1 | 19:00 UTC+1  |                                                  |                         |                         | Växjö Publik: 5 230 Domare: Christer Lärking Marcus Vinnerborg | Växjö Publik: 5 230 Domare: Christer Lärking Marcus Vinnerborg |
| 19:00 UTC+1 | 19:00 UTC+1  |                                                  |                         |                         | Växjö Publik: 5 230 Domare: Christer Lärking Marcus Vinnerborg | Växjö Publik: 5 230 Domare: Christer Lärking Marcus Vinnerborg |

| 6           | 26 mars 2014 | Luleå HF                | 0–1                     | Växjö Lakers HC         | Coop Norrbotten Arena                                    |                                                          |
| 19:00 UTC+1 | 19:00 UTC+1  | (0–1, 0–0, 0–0) Rapport | (0–1, 0–0, 0–0) Rapport | (0–1, 0–0, 0–0) Rapport | Luleå Publik: 5 020 Domare: Sören Persson Patrik Sjöberg | Luleå Publik: 5 020 Domare: Sören Persson Patrik Sjöberg |
| 19:00 UTC+1 | 19:00 UTC+1  |                         | Mål                     | Erik Josefsson (18:10)  | Luleå Publik: 5 020 Domare: Sören Persson Patrik Sjöberg | Luleå Publik: 5 020 Domare: Sören Persson Patrik Sjöberg |
| 19:00 UTC+1 | 19:00 UTC+1  |                         |                         |                         | Luleå Publik: 5 020 Domare: Sören Persson Patrik Sjöberg | Luleå Publik: 5 020 Domare: Sören Persson Patrik Sjöberg |
| 19:00 UTC+1 | 19:00 UTC+1  |                         |                         |                         | Luleå Publik: 5 020 Domare: Sören Persson Patrik Sjöberg | Luleå Publik: 5 020 Domare: Sören Persson Patrik Sjöberg |
| 19:00 UTC+1 | 19:00 UTC+1  |                         |                         |                         | Luleå Publik: 5 020 Domare: Sören Persson Patrik Sjöberg | Luleå Publik: 5 020 Domare: Sören Persson Patrik Sjöberg |
| 19:00 UTC+1 | 19:00 UTC+1  |                         |                         |                         | Luleå Publik: 5 020 Domare: Sören Persson Patrik Sjöberg | Luleå Publik: 5 020 Domare: Sören Persson Patrik Sjöberg |

#### Brynäs IF–Färjestad BK
| 1           | 16 mars 2014 | Brynäs IF                 | 1–2                     | Färjestad BK                                 | Läkerol Arena                                        |                                                      |
| 17:00 UTC+1 | 17:00 UTC+1  | (1–0, 0–1, 0–1) Rapport   | (1–0, 0–1, 0–1) Rapport | (1–0, 0–1, 0–1) Rapport                      | Gävle Publik: 6 020 Domare: Ulf Rönnmark Mikael Nord | Gävle Publik: 6 020 Domare: Ulf Rönnmark Mikael Nord |
| 17:00 UTC+1 | 17:00 UTC+1  | Anton Rödin (11:45) (PP1) | Mål                     | Patrik Lundh (28:35) Joakim Hillding (57:25) | Gävle Publik: 6 020 Domare: Ulf Rönnmark Mikael Nord | Gävle Publik: 6 020 Domare: Ulf Rönnmark Mikael Nord |
| 17:00 UTC+1 | 17:00 UTC+1  |                           |                         |                                              | Gävle Publik: 6 020 Domare: Ulf Rönnmark Mikael Nord | Gävle Publik: 6 020 Domare: Ulf Rönnmark Mikael Nord |
| 17:00 UTC+1 | 17:00 UTC+1  |                           |                         |                                              | Gävle Publik: 6 020 Domare: Ulf Rönnmark Mikael Nord | Gävle Publik: 6 020 Domare: Ulf Rönnmark Mikael Nord |
| 17:00 UTC+1 | 17:00 UTC+1  |                           |                         |                                              | Gävle Publik: 6 020 Domare: Ulf Rönnmark Mikael Nord | Gävle Publik: 6 020 Domare: Ulf Rönnmark Mikael Nord |
| 17:00 UTC+1 | 17:00 UTC+1  |                           |                         |                                              | Gävle Publik: 6 020 Domare: Ulf Rönnmark Mikael Nord | Gävle Publik: 6 020 Domare: Ulf Rönnmark Mikael Nord |

| 2           | 18 mars 2014 | Färjestad BK                                                                                | 4–2                     | Brynäs IF                                     | Löfbergs Arena                                                    |                                                                   |
| 19:00 UTC+1 | 19:00 UTC+1  | (3–0, 0–1, 1–1) Rapport                                                                     | (3–0, 0–1, 1–1) Rapport | (3–0, 0–1, 1–1) Rapport                       | Karlstad Publik: 6 513 Domare: Marcus Vinnerborg Morgan Johansson | Karlstad Publik: 6 513 Domare: Marcus Vinnerborg Morgan Johansson |
| 19:00 UTC+1 | 19:00 UTC+1  | Magnus Nygren (2:05) (PP1) Linus Fröberg (11:41) Milan Gulaš (16:33) Martin Röymark (59:36) | Mål                     | Anton Rödin (24:41) (PP1) Johan Harju (55:31) | Karlstad Publik: 6 513 Domare: Marcus Vinnerborg Morgan Johansson | Karlstad Publik: 6 513 Domare: Marcus Vinnerborg Morgan Johansson |
| 19:00 UTC+1 | 19:00 UTC+1  |                                                                                             |                         |                                               | Karlstad Publik: 6 513 Domare: Marcus Vinnerborg Morgan Johansson | Karlstad Publik: 6 513 Domare: Marcus Vinnerborg Morgan Johansson |
| 19:00 UTC+1 | 19:00 UTC+1  |                                                                                             |                         |                                               | Karlstad Publik: 6 513 Domare: Marcus Vinnerborg Morgan Johansson | Karlstad Publik: 6 513 Domare: Marcus Vinnerborg Morgan Johansson |
| 19:00 UTC+1 | 19:00 UTC+1  |                                                                                             |                         |                                               | Karlstad Publik: 6 513 Domare: Marcus Vinnerborg Morgan Johansson | Karlstad Publik: 6 513 Domare: Marcus Vinnerborg Morgan Johansson |
| 19:00 UTC+1 | 19:00 UTC+1  |                                                                                             |                         |                                               | Karlstad Publik: 6 513 Domare: Marcus Vinnerborg Morgan Johansson | Karlstad Publik: 6 513 Domare: Marcus Vinnerborg Morgan Johansson |

| 3           | 20 mars 2014 | Brynäs IF               | 1–2                     | Färjestad BK                                  | Läkerol Arena                                             |                                                           |
| 19:00 UTC+1 | 19:00 UTC+1  | (0–1, 1–0, 0–1) Rapport | (0–1, 1–0, 0–1) Rapport | (0–1, 1–0, 0–1) Rapport                       | Gävle Publik: 6 551 Domare: Ulf Rönnmark Morgan Johansson | Gävle Publik: 6 551 Domare: Ulf Rönnmark Morgan Johansson |
| 19:00 UTC+1 | 19:00 UTC+1  | Daniel Brodin (33:28)   | Mål                     | Joakim Hillding (19:56) Linus Fröberg (51:44) | Gävle Publik: 6 551 Domare: Ulf Rönnmark Morgan Johansson | Gävle Publik: 6 551 Domare: Ulf Rönnmark Morgan Johansson |
| 19:00 UTC+1 | 19:00 UTC+1  |                         |                         |                                               | Gävle Publik: 6 551 Domare: Ulf Rönnmark Morgan Johansson | Gävle Publik: 6 551 Domare: Ulf Rönnmark Morgan Johansson |
| 19:00 UTC+1 | 19:00 UTC+1  |                         |                         |                                               | Gävle Publik: 6 551 Domare: Ulf Rönnmark Morgan Johansson | Gävle Publik: 6 551 Domare: Ulf Rönnmark Morgan Johansson |
| 19:00 UTC+1 | 19:00 UTC+1  |                         |                         |                                               | Gävle Publik: 6 551 Domare: Ulf Rönnmark Morgan Johansson | Gävle Publik: 6 551 Domare: Ulf Rönnmark Morgan Johansson |
| 19:00 UTC+1 | 19:00 UTC+1  |                         |                         |                                               | Gävle Publik: 6 551 Domare: Ulf Rönnmark Morgan Johansson | Gävle Publik: 6 551 Domare: Ulf Rönnmark Morgan Johansson |

| 4           | 22 mars 2014 | Färjestad BK            | 0–2                     | Brynäs IF                                | Löfbergs Arena                                           |                                                          |
| 17:00 UTC+1 | 17:00 UTC+1  | (0–1, 0–1, 0–0) Rapport | (0–1, 0–1, 0–0) Rapport | (0–1, 0–1, 0–0) Rapport                  | Karlstad Publik: 8 500 Domare: Mikael Nord Sören Persson | Karlstad Publik: 8 500 Domare: Mikael Nord Sören Persson |
| 17:00 UTC+1 | 17:00 UTC+1  |                         | Mål                     | Bill Sweatt (11:40) Jesper Ollas (33:49) | Karlstad Publik: 8 500 Domare: Mikael Nord Sören Persson | Karlstad Publik: 8 500 Domare: Mikael Nord Sören Persson |
| 17:00 UTC+1 | 17:00 UTC+1  |                         |                         |                                          | Karlstad Publik: 8 500 Domare: Mikael Nord Sören Persson | Karlstad Publik: 8 500 Domare: Mikael Nord Sören Persson |
| 17:00 UTC+1 | 17:00 UTC+1  |                         |                         |                                          | Karlstad Publik: 8 500 Domare: Mikael Nord Sören Persson | Karlstad Publik: 8 500 Domare: Mikael Nord Sören Persson |
| 17:00 UTC+1 | 17:00 UTC+1  |                         |                         |                                          | Karlstad Publik: 8 500 Domare: Mikael Nord Sören Persson | Karlstad Publik: 8 500 Domare: Mikael Nord Sören Persson |
| 17:00 UTC+1 | 17:00 UTC+1  |                         |                         |                                          | Karlstad Publik: 8 500 Domare: Mikael Nord Sören Persson | Karlstad Publik: 8 500 Domare: Mikael Nord Sören Persson |

| 5           | 24 mars 2014 | Brynäs IF                                                                  | 3–4                          | Färjestad BK                                                                        | Läkerol Arena                                         |                                                       |
| 19:00 UTC+1 | 19:00 UTC+1  | (1–0, 1–2, 1–1, 0–1) Rapport                                               | (1–0, 1–2, 1–1, 0–1) Rapport | (1–0, 1–2, 1–1, 0–1) Rapport                                                        | Gävle Publik: 5 678 Domare: Sören Persson Mikael Nord | Gävle Publik: 5 678 Domare: Sören Persson Mikael Nord |
| 19:00 UTC+1 | 19:00 UTC+1  | Johan Harju (10:55) (PP1) Christian Djoos (24:57) Greg Scott (55:38) (PP1) | Mål                          | Joakim Hillding (24:13) Per Åslund (33:07) Milan Gulas (42:13) Patrik Lundh (68:27) | Gävle Publik: 5 678 Domare: Sören Persson Mikael Nord | Gävle Publik: 5 678 Domare: Sören Persson Mikael Nord |
| 19:00 UTC+1 | 19:00 UTC+1  |                                                                            |                              |                                                                                     | Gävle Publik: 5 678 Domare: Sören Persson Mikael Nord | Gävle Publik: 5 678 Domare: Sören Persson Mikael Nord |
| 19:00 UTC+1 | 19:00 UTC+1  |                                                                            |                              |                                                                                     | Gävle Publik: 5 678 Domare: Sören Persson Mikael Nord | Gävle Publik: 5 678 Domare: Sören Persson Mikael Nord |
| 19:00 UTC+1 | 19:00 UTC+1  |                                                                            |                              |                                                                                     | Gävle Publik: 5 678 Domare: Sören Persson Mikael Nord | Gävle Publik: 5 678 Domare: Sören Persson Mikael Nord |
| 19:00 UTC+1 | 19:00 UTC+1  |                                                                            |                              |                                                                                     | Gävle Publik: 5 678 Domare: Sören Persson Mikael Nord | Gävle Publik: 5 678 Domare: Sören Persson Mikael Nord |

### Semifinaler

#### Skellefteå AIK–Linköpings HC
| 1           | 31 mars 2014 | Skellefteå AIK                                                              | 3–0                     | Linköping HC            | Skellefteå Kraft Arena                                         |                                                                |
| 19:00 UTC+2 | 19:00 UTC+2  | (2–0, 0–0, 1–0) Rapport                                                     | (2–0, 0–0, 1–0) Rapport | (2–0, 0–0, 1–0) Rapport | Skellefteå Publik: 5 637 Domare: Thomas Andersson Tobias Björk | Skellefteå Publik: 5 637 Domare: Thomas Andersson Tobias Björk |
| 19:00 UTC+2 | 19:00 UTC+2  | Joakim Lindström (04:57) (PP1) Oscar Möller (11:45) Melker Karlsson (58:04) | Mål                     |                         | Skellefteå Publik: 5 637 Domare: Thomas Andersson Tobias Björk | Skellefteå Publik: 5 637 Domare: Thomas Andersson Tobias Björk |
| 19:00 UTC+2 | 19:00 UTC+2  |                                                                             |                         |                         | Skellefteå Publik: 5 637 Domare: Thomas Andersson Tobias Björk | Skellefteå Publik: 5 637 Domare: Thomas Andersson Tobias Björk |
| 19:00 UTC+2 | 19:00 UTC+2  |                                                                             |                         |                         | Skellefteå Publik: 5 637 Domare: Thomas Andersson Tobias Björk | Skellefteå Publik: 5 637 Domare: Thomas Andersson Tobias Björk |
| 19:00 UTC+2 | 19:00 UTC+2  |                                                                             |                         |                         | Skellefteå Publik: 5 637 Domare: Thomas Andersson Tobias Björk | Skellefteå Publik: 5 637 Domare: Thomas Andersson Tobias Björk |
| 19:00 UTC+2 | 19:00 UTC+2  |                                                                             |                         |                         | Skellefteå Publik: 5 637 Domare: Thomas Andersson Tobias Björk | Skellefteå Publik: 5 637 Domare: Thomas Andersson Tobias Björk |

| 2           | 2 april 2014 | Linköping HC                                          | 2–8                     | Skellefteå AIK | Cloetta Center                                                     |                                                                    |
| 19:00 UTC+2 | 19:00 UTC+2  | (2–4, 0–3, 0–1) Rapport                               | (2–4, 0–3, 0–1) Rapport | (2–4, 0–3, 0–1) Rapport | Linköping Publik: 7 411 Domare: Marcus Vinnerborg Christer Lärking | Linköping Publik: 7 411 Domare: Marcus Vinnerborg Christer Lärking |
| 19:00 UTC+2 | 19:00 UTC+2  | Jonas Junland (17:34) Simon Hjalmarsson (19:29) (PP1) | Mål                     | John Norman (07:37) Oscar Möller (08:50) Joakim Lindström (10:51) Oscar Möller (18:07) Joakim Lindström (29:24) (PP1) Petter Emanuelsson (30:18) Pierre-Édouard Bellemare (38:54) (PP1) Erik Andersson (48:15) (BP1) | Linköping Publik: 7 411 Domare: Marcus Vinnerborg Christer Lärking | Linköping Publik: 7 411 Domare: Marcus Vinnerborg Christer Lärking |
| 19:00 UTC+2 | 19:00 UTC+2  |                                                       |                         | | Linköping Publik: 7 411 Domare: Marcus Vinnerborg Christer Lärking | Linköping Publik: 7 411 Domare: Marcus Vinnerborg Christer Lärking |
| 19:00 UTC+2 | 19:00 UTC+2  |                                                       |                         | | Linköping Publik: 7 411 Domare: Marcus Vinnerborg Christer Lärking | Linköping Publik: 7 411 Domare: Marcus Vinnerborg Christer Lärking |
| 19:00 UTC+2 | 19:00 UTC+2  |                                                       |                         | | Linköping Publik: 7 411 Domare: Marcus Vinnerborg Christer Lärking | Linköping Publik: 7 411 Domare: Marcus Vinnerborg Christer Lärking |
| 19:00 UTC+2 | 19:00 UTC+2  |                                                       |                         | | Linköping Publik: 7 411 Domare: Marcus Vinnerborg Christer Lärking | Linköping Publik: 7 411 Domare: Marcus Vinnerborg Christer Lärking |

| 3           | 4 april 2014 | Skellefteå AIK                                                                                                | 4–1                     | Linköping HC              | Skellefteå Kraft Arena                                         |                                                                |
| 19:00 UTC+2 | 19:00 UTC+2  | (0–1, 1–0, 3–0) Rapport                                                                                       | (0–1, 1–0, 3–0) Rapport | (0–1, 1–0, 3–0) Rapport   | Skellefteå Publik: 6 001 Domare: Thomas Andersson Tobias Björk | Skellefteå Publik: 6 001 Domare: Thomas Andersson Tobias Björk |
| 19:00 UTC+2 | 19:00 UTC+2  | Jimmie Ericsson (23:27) (PP2)} Viktor Arvidsson (51:01) George Holloway (55:36) Oskar Sundqvist (58:25) (PP1) | Mål                     | Simon Hjalmarsson (08:23) | Skellefteå Publik: 6 001 Domare: Thomas Andersson Tobias Björk | Skellefteå Publik: 6 001 Domare: Thomas Andersson Tobias Björk |
| 19:00 UTC+2 | 19:00 UTC+2  | |                         |                           | Skellefteå Publik: 6 001 Domare: Thomas Andersson Tobias Björk | Skellefteå Publik: 6 001 Domare: Thomas Andersson Tobias Björk |
| 19:00 UTC+2 | 19:00 UTC+2  | |                         |                           | Skellefteå Publik: 6 001 Domare: Thomas Andersson Tobias Björk | Skellefteå Publik: 6 001 Domare: Thomas Andersson Tobias Björk |
| 19:00 UTC+2 | 19:00 UTC+2  | |                         |                           | Skellefteå Publik: 6 001 Domare: Thomas Andersson Tobias Björk | Skellefteå Publik: 6 001 Domare: Thomas Andersson Tobias Björk |
| 19:00 UTC+2 | 19:00 UTC+2  | |                         |                           | Skellefteå Publik: 6 001 Domare: Thomas Andersson Tobias Björk | Skellefteå Publik: 6 001 Domare: Thomas Andersson Tobias Björk |

| 4           | 6 april 2014 | Linköping HC                | 1–0                     | Skellefteå AIK          | Cloetta Center                                                      |                                                                     |
| 17:00 UTC+2 | 17:00 UTC+2  | (1–0, 0–0, 0–0) Rapport     | (1–0, 0–0, 0–0) Rapport | (1–0, 0–0, 0–0) Rapport | Linköping Publik: 68 778 Domare: Marcus Vinnerborg Christer Lärking | Linköping Publik: 68 778 Domare: Marcus Vinnerborg Christer Lärking |
| 17:00 UTC+2 | 17:00 UTC+2  | Jonas Junland (19:29) (PP1) | Mål                     |                         | Linköping Publik: 68 778 Domare: Marcus Vinnerborg Christer Lärking | Linköping Publik: 68 778 Domare: Marcus Vinnerborg Christer Lärking |
| 17:00 UTC+2 | 17:00 UTC+2  |                             |                         |                         | Linköping Publik: 68 778 Domare: Marcus Vinnerborg Christer Lärking | Linköping Publik: 68 778 Domare: Marcus Vinnerborg Christer Lärking |
| 17:00 UTC+2 | 17:00 UTC+2  |                             |                         |                         | Linköping Publik: 68 778 Domare: Marcus Vinnerborg Christer Lärking | Linköping Publik: 68 778 Domare: Marcus Vinnerborg Christer Lärking |
| 17:00 UTC+2 | 17:00 UTC+2  |                             |                         |                         | Linköping Publik: 68 778 Domare: Marcus Vinnerborg Christer Lärking | Linköping Publik: 68 778 Domare: Marcus Vinnerborg Christer Lärking |
| 17:00 UTC+2 | 17:00 UTC+2  |                             |                         |                         | Linköping Publik: 68 778 Domare: Marcus Vinnerborg Christer Lärking | Linköping Publik: 68 778 Domare: Marcus Vinnerborg Christer Lärking |

| 5           | 8 april 2014 | Skellefteå AIK | 7–3                     | Linköping HC                                                             | Skellefteå Kraft Arena                                         |                                                                |
| 19:00 UTC+2 | 19:00 UTC+2  | (3–0, 1–2, 3–1) Rapport | (3–0, 1–2, 3–1) Rapport | (3–0, 1–2, 3–1) Rapport                                                  | Skellefteå Publik: 5 543 Domare: Thomas Andersson Tobias Björk | Skellefteå Publik: 5 543 Domare: Thomas Andersson Tobias Björk |
| 19:00 UTC+2 | 19:00 UTC+2  | Niclas Burström (12:45) Viktor Arvidsson (14:47) (PP1) Jimmie Ericsson (19:19) Pierre-Édouard Bellemare (29:54) Jimmie Ericsson (45:30) Oskar Sundqvist (51:59) Erik Forssell (57:02) | Mål                     | Chad Kolarik (29:05) Mattias Sjögren (37:51) Johannes Salmonsson (51:33) | Skellefteå Publik: 5 543 Domare: Thomas Andersson Tobias Björk | Skellefteå Publik: 5 543 Domare: Thomas Andersson Tobias Björk |
| 19:00 UTC+2 | 19:00 UTC+2  | |                         |                                                                          | Skellefteå Publik: 5 543 Domare: Thomas Andersson Tobias Björk | Skellefteå Publik: 5 543 Domare: Thomas Andersson Tobias Björk |
| 19:00 UTC+2 | 19:00 UTC+2  | |                         |                                                                          | Skellefteå Publik: 5 543 Domare: Thomas Andersson Tobias Björk | Skellefteå Publik: 5 543 Domare: Thomas Andersson Tobias Björk |
| 19:00 UTC+2 | 19:00 UTC+2  | |                         |                                                                          | Skellefteå Publik: 5 543 Domare: Thomas Andersson Tobias Björk | Skellefteå Publik: 5 543 Domare: Thomas Andersson Tobias Björk |
| 19:00 UTC+2 | 19:00 UTC+2  | |                         |                                                                          | Skellefteå Publik: 5 543 Domare: Thomas Andersson Tobias Björk | Skellefteå Publik: 5 543 Domare: Thomas Andersson Tobias Björk |

#### Växjö Lakers–Färjestad BK
| 1           | 1 april 2014 | Växjö Lakers            | 1–2                     | Färjestad BK                            | Vida Arena                                               |                                                          |
| 19:00 UTC+2 | 19:00 UTC+2  | (0–0, 1–0, 0–2) Rapport | (0–0, 1–0, 0–2) Rapport | (0–0, 1–0, 0–2) Rapport                 | Växjö Publik: 5 702 Domare: Sören Persson Patrik Sjöberg | Växjö Publik: 5 702 Domare: Sören Persson Patrik Sjöberg |
| 19:00 UTC+2 | 19:00 UTC+2  | Jan Hlavac (36:17)      | Mål                     | Pontus Åberg (47:09) Per Åslund (51:07) | Växjö Publik: 5 702 Domare: Sören Persson Patrik Sjöberg | Växjö Publik: 5 702 Domare: Sören Persson Patrik Sjöberg |
| 19:00 UTC+2 | 19:00 UTC+2  |                         |                         |                                         | Växjö Publik: 5 702 Domare: Sören Persson Patrik Sjöberg | Växjö Publik: 5 702 Domare: Sören Persson Patrik Sjöberg |
| 19:00 UTC+2 | 19:00 UTC+2  |                         |                         |                                         | Växjö Publik: 5 702 Domare: Sören Persson Patrik Sjöberg | Växjö Publik: 5 702 Domare: Sören Persson Patrik Sjöberg |
| 19:00 UTC+2 | 19:00 UTC+2  |                         |                         |                                         | Växjö Publik: 5 702 Domare: Sören Persson Patrik Sjöberg | Växjö Publik: 5 702 Domare: Sören Persson Patrik Sjöberg |
| 19:00 UTC+2 | 19:00 UTC+2  |                         |                         |                                         | Växjö Publik: 5 702 Domare: Sören Persson Patrik Sjöberg | Växjö Publik: 5 702 Domare: Sören Persson Patrik Sjöberg |

| 2           | 3 april 2014 | Färjestad BK            | 1–6                     | Växjö Lakers | Löfbergs Arena                                          |                                                         |
| 19:00 UTC+2 | 19:00 UTC+2  | (1–1, 0–3, 0–2) Rapport | (1–1, 0–3, 0–2) Rapport | (1–1, 0–3, 0–2) Rapport | Karlstad Publik: 6 388 Domare: Ulf Rönnmark Mikael Nord | Karlstad Publik: 6 388 Domare: Ulf Rönnmark Mikael Nord |
| 19:00 UTC+2 | 19:00 UTC+2  | Rickard Wallin (05:06)  | Mål                     | Ryan Lasch (15:15) Alexander Johansson (27:55) Robert Rosén (29:42) Robert Rosén (37:01) Robert Rosén (48:27) Rhett Rakhshani (53:48) (PP1) | Karlstad Publik: 6 388 Domare: Ulf Rönnmark Mikael Nord | Karlstad Publik: 6 388 Domare: Ulf Rönnmark Mikael Nord |
| 19:00 UTC+2 | 19:00 UTC+2  |                         |                         | | Karlstad Publik: 6 388 Domare: Ulf Rönnmark Mikael Nord | Karlstad Publik: 6 388 Domare: Ulf Rönnmark Mikael Nord |
| 19:00 UTC+2 | 19:00 UTC+2  |                         |                         | | Karlstad Publik: 6 388 Domare: Ulf Rönnmark Mikael Nord | Karlstad Publik: 6 388 Domare: Ulf Rönnmark Mikael Nord |
| 19:00 UTC+2 | 19:00 UTC+2  |                         |                         | | Karlstad Publik: 6 388 Domare: Ulf Rönnmark Mikael Nord | Karlstad Publik: 6 388 Domare: Ulf Rönnmark Mikael Nord |
| 19:00 UTC+2 | 19:00 UTC+2  |                         |                         | | Karlstad Publik: 6 388 Domare: Ulf Rönnmark Mikael Nord | Karlstad Publik: 6 388 Domare: Ulf Rönnmark Mikael Nord |

| 3           | 5 april 2014 | Växjö Lakers               | 1–4                     | Färjestad BK                                                                                | Vida Arena                                               |                                                          |
| 17:00 UTC+2 | 17:00 UTC+2  | (1–1, 0–1, 0–2) Rapport    | (1–1, 0–1, 0–2) Rapport | (1–1, 0–1, 0–2) Rapport                                                                     | Växjö Publik: 5 750 Domare: Sören Persson Patrik Sjöberg | Växjö Publik: 5 750 Domare: Sören Persson Patrik Sjöberg |
| 17:00 UTC+2 | 17:00 UTC+2  | Robert Rosén (10:28) (PP1) | Mål                     | Magnus Nygren (11:45) (PP1) Milan Gulas (32:53) Rickard Wallin (59:07) Patrik Lundh (59:47) | Växjö Publik: 5 750 Domare: Sören Persson Patrik Sjöberg | Växjö Publik: 5 750 Domare: Sören Persson Patrik Sjöberg |
| 17:00 UTC+2 | 17:00 UTC+2  |                            |                         |                                                                                             | Växjö Publik: 5 750 Domare: Sören Persson Patrik Sjöberg | Växjö Publik: 5 750 Domare: Sören Persson Patrik Sjöberg |
| 17:00 UTC+2 | 17:00 UTC+2  |                            |                         |                                                                                             | Växjö Publik: 5 750 Domare: Sören Persson Patrik Sjöberg | Växjö Publik: 5 750 Domare: Sören Persson Patrik Sjöberg |
| 17:00 UTC+2 | 17:00 UTC+2  |                            |                         |                                                                                             | Växjö Publik: 5 750 Domare: Sören Persson Patrik Sjöberg | Växjö Publik: 5 750 Domare: Sören Persson Patrik Sjöberg |
| 17:00 UTC+2 | 17:00 UTC+2  |                            |                         |                                                                                             | Växjö Publik: 5 750 Domare: Sören Persson Patrik Sjöberg | Växjö Publik: 5 750 Domare: Sören Persson Patrik Sjöberg |

| 4           | 7 april 2014 | Färjestad BK                 | 1–2 (SD)                     | Växjö Lakers                                         | Löfbergs Arena                                          |                                                         |
| 19:00 UTC+2 | 19:00 UTC+2  | (0–0, 0–1, 1–0, 0–1) Rapport | (0–0, 0–1, 1–0, 0–1) Rapport | (0–0, 0–1, 1–0, 0–1) Rapport                         | Karlstad Publik: 7 326 Domare: Ulf Rönnmark Mikael Nord | Karlstad Publik: 7 326 Domare: Ulf Rönnmark Mikael Nord |
| 19:00 UTC+2 | 19:00 UTC+2  | Linus Fröberg (52:46) (PP1)  | Mål                          | Jan Hlavac (21:56) (BP1) Alexander Johansson (74:27) | Karlstad Publik: 7 326 Domare: Ulf Rönnmark Mikael Nord | Karlstad Publik: 7 326 Domare: Ulf Rönnmark Mikael Nord |
| 19:00 UTC+2 | 19:00 UTC+2  |                              |                              |                                                      | Karlstad Publik: 7 326 Domare: Ulf Rönnmark Mikael Nord | Karlstad Publik: 7 326 Domare: Ulf Rönnmark Mikael Nord |
| 19:00 UTC+2 | 19:00 UTC+2  |                              |                              |                                                      | Karlstad Publik: 7 326 Domare: Ulf Rönnmark Mikael Nord | Karlstad Publik: 7 326 Domare: Ulf Rönnmark Mikael Nord |
| 19:00 UTC+2 | 19:00 UTC+2  |                              |                              |                                                      | Karlstad Publik: 7 326 Domare: Ulf Rönnmark Mikael Nord | Karlstad Publik: 7 326 Domare: Ulf Rönnmark Mikael Nord |
| 19:00 UTC+2 | 19:00 UTC+2  |                              |                              |                                                      | Karlstad Publik: 7 326 Domare: Ulf Rönnmark Mikael Nord | Karlstad Publik: 7 326 Domare: Ulf Rönnmark Mikael Nord |

| 5           | 9 april 2014 | Växjö Lakers                                       | 2–3                     | Färjestad BK                                                  | Vida Arena                                               |                                                          |
| 19:00 UTC+2 | 19:00 UTC+2  | (0–1, 1–0, 1–2) Rapport                            | (0–1, 1–0, 1–2) Rapport | (0–1, 1–0, 1–2) Rapport                                       | Växjö Publik: 5 750 Domare: Sören Persson Patrik Sjöberg | Växjö Publik: 5 750 Domare: Sören Persson Patrik Sjöberg |
| 19:00 UTC+2 | 19:00 UTC+2  | Malte Strömwall (28:56) Robert Rosén (53:30) (PP1) | Mål                     | Patrik Lundh (0:10) Milan Gulaš (50:58) Jack Connolly (51:56) | Växjö Publik: 5 750 Domare: Sören Persson Patrik Sjöberg | Växjö Publik: 5 750 Domare: Sören Persson Patrik Sjöberg |
| 19:00 UTC+2 | 19:00 UTC+2  |                                                    |                         |                                                               | Växjö Publik: 5 750 Domare: Sören Persson Patrik Sjöberg | Växjö Publik: 5 750 Domare: Sören Persson Patrik Sjöberg |
| 19:00 UTC+2 | 19:00 UTC+2  |                                                    |                         |                                                               | Växjö Publik: 5 750 Domare: Sören Persson Patrik Sjöberg | Växjö Publik: 5 750 Domare: Sören Persson Patrik Sjöberg |
| 19:00 UTC+2 | 19:00 UTC+2  |                                                    |                         |                                                               | Växjö Publik: 5 750 Domare: Sören Persson Patrik Sjöberg | Växjö Publik: 5 750 Domare: Sören Persson Patrik Sjöberg |
| 19:00 UTC+2 | 19:00 UTC+2  |                                                    |                         |                                                               | Växjö Publik: 5 750 Domare: Sören Persson Patrik Sjöberg | Växjö Publik: 5 750 Domare: Sören Persson Patrik Sjöberg |

| 6           | 11 april 2014 | Färjestad BK                                                      | 3–2 (SD)                     | Växjö Lakers                                 | Löfbergs Arena                                          |                                                         |
| 19:00 UTC+2 | 19:00 UTC+2   | (0–0, 0–1, 2–1, 1–0) Rapport                                      | (0–0, 0–1, 2–1, 1–0) Rapport | (0–0, 0–1, 2–1, 1–0) Rapport                 | Karlstad Publik: 8 308 Domare: Ulf Rönnmark Mikael Nord | Karlstad Publik: 8 308 Domare: Ulf Rönnmark Mikael Nord |
| 19:00 UTC+2 | 19:00 UTC+2   | Rickard Wallin (41:35) Milan Gulas (59:11) Rickard Wallin (69:04) | Mål                          | Robert Rosén (29:02) Johan Markusson (45:47) | Karlstad Publik: 8 308 Domare: Ulf Rönnmark Mikael Nord | Karlstad Publik: 8 308 Domare: Ulf Rönnmark Mikael Nord |
| 19:00 UTC+2 | 19:00 UTC+2   |                                                                   |                              |                                              | Karlstad Publik: 8 308 Domare: Ulf Rönnmark Mikael Nord | Karlstad Publik: 8 308 Domare: Ulf Rönnmark Mikael Nord |
| 19:00 UTC+2 | 19:00 UTC+2   |                                                                   |                              |                                              | Karlstad Publik: 8 308 Domare: Ulf Rönnmark Mikael Nord | Karlstad Publik: 8 308 Domare: Ulf Rönnmark Mikael Nord |
| 19:00 UTC+2 | 19:00 UTC+2   |                                                                   |                              |                                              | Karlstad Publik: 8 308 Domare: Ulf Rönnmark Mikael Nord | Karlstad Publik: 8 308 Domare: Ulf Rönnmark Mikael Nord |
| 19:00 UTC+2 | 19:00 UTC+2   |                                                                   |                              |                                              | Karlstad Publik: 8 308 Domare: Ulf Rönnmark Mikael Nord | Karlstad Publik: 8 308 Domare: Ulf Rönnmark Mikael Nord |

### Final

#### Skellefteå AIK–Färjestad BK
| 1           | 15 april 2014 | Skellefteå AIK                                                                          | 3–0                     | Färjestad BK            | Skellefteå Kraft Arena                                              |                                                                     |
| 19:00 UTC+2 | 19:00 UTC+2   | (2–0, 1–0, 0–0) Rapport                                                                 | (2–0, 1–0, 0–0) Rapport | (2–0, 1–0, 0–0) Rapport | Skellefteå Publik: 6 001 Domare: Christer Lärking Marcus Vinnerborg | Skellefteå Publik: 6 001 Domare: Christer Lärking Marcus Vinnerborg |
| 19:00 UTC+2 | 19:00 UTC+2   | Jimmie Ericsson (06:53) (PP1) Joakim Lindström (10:54) Pierre-Édouard Bellemare (38:11) | Mål                     |                         | Skellefteå Publik: 6 001 Domare: Christer Lärking Marcus Vinnerborg | Skellefteå Publik: 6 001 Domare: Christer Lärking Marcus Vinnerborg |
| 19:00 UTC+2 | 19:00 UTC+2   |                                                                                         |                         |                         | Skellefteå Publik: 6 001 Domare: Christer Lärking Marcus Vinnerborg | Skellefteå Publik: 6 001 Domare: Christer Lärking Marcus Vinnerborg |
| 19:00 UTC+2 | 19:00 UTC+2   |                                                                                         |                         |                         | Skellefteå Publik: 6 001 Domare: Christer Lärking Marcus Vinnerborg | Skellefteå Publik: 6 001 Domare: Christer Lärking Marcus Vinnerborg |
| 19:00 UTC+2 | 19:00 UTC+2   |                                                                                         |                         |                         | Skellefteå Publik: 6 001 Domare: Christer Lärking Marcus Vinnerborg | Skellefteå Publik: 6 001 Domare: Christer Lärking Marcus Vinnerborg |
| 19:00 UTC+2 | 19:00 UTC+2   |                                                                                         |                         |                         | Skellefteå Publik: 6 001 Domare: Christer Lärking Marcus Vinnerborg | Skellefteå Publik: 6 001 Domare: Christer Lärking Marcus Vinnerborg |

| 2           | 17 april 2014 | Färjestad BK                                               | 2–6                     | Skellefteå AIK | Löfbergs Arena                                          |                                                         |
| 19:00 UTC+2 | 19:00 UTC+2   | (0–1, 1–1, 1–4) Rapport                                    | (0–1, 1–1, 1–4) Rapport | (0–1, 1–1, 1–4) Rapport | Karlstad Publik: 8 500 Domare: Mikael Nord Ulf Rönnmark | Karlstad Publik: 8 500 Domare: Mikael Nord Ulf Rönnmark |
| 19:00 UTC+2 | 19:00 UTC+2   | Christian Berglund (27:43) Anders Bastiansen (53:31) (BP1) | Mål                     | George Holloway (19:02) (PP1) Pierre-Édouard Bellemare (34:39) Jimmie Ericsson (43:26) John Norman (51:07) Oskar Sundqvist (51:32) Oscar Möller (59:41) | Karlstad Publik: 8 500 Domare: Mikael Nord Ulf Rönnmark | Karlstad Publik: 8 500 Domare: Mikael Nord Ulf Rönnmark |
| 19:00 UTC+2 | 19:00 UTC+2   |                                                            |                         | | Karlstad Publik: 8 500 Domare: Mikael Nord Ulf Rönnmark | Karlstad Publik: 8 500 Domare: Mikael Nord Ulf Rönnmark |
| 19:00 UTC+2 | 19:00 UTC+2   |                                                            |                         | | Karlstad Publik: 8 500 Domare: Mikael Nord Ulf Rönnmark | Karlstad Publik: 8 500 Domare: Mikael Nord Ulf Rönnmark |
| 19:00 UTC+2 | 19:00 UTC+2   |                                                            |                         | | Karlstad Publik: 8 500 Domare: Mikael Nord Ulf Rönnmark | Karlstad Publik: 8 500 Domare: Mikael Nord Ulf Rönnmark |
| 19:00 UTC+2 | 19:00 UTC+2   |                                                            |                         | | Karlstad Publik: 8 500 Domare: Mikael Nord Ulf Rönnmark | Karlstad Publik: 8 500 Domare: Mikael Nord Ulf Rönnmark |

| 3           | 19 april 2014 | Skellefteå AIK | 8–1                     | Färjestad BK            | Skellefteå Kraft Arena                                              |                                                                     |
| 17:00 UTC+2 | 17:00 UTC+2   | (3–1, 2–0, 3–0) Rapport | (3–1, 2–0, 3–0) Rapport | (3–1, 2–0, 3–0) Rapport | Skellefteå Publik: 6 001 Domare: Christer Lärking Marcus Vinnerborg | Skellefteå Publik: 6 001 Domare: Christer Lärking Marcus Vinnerborg |
| 17:00 UTC+2 | 17:00 UTC+2   | Viktor Arvidsson (14:43) Jimmie Ericsson (17:01) (PP1) Oskar Sundqvist (19:21) (BP1) Joakim Lindström (31:50) Melker Karlsson (34:10) Melker Karlsson (40:59) Pierre-Édouard Bellemare (42:08) Jimmie Ericsson (43:24) | Mål                     | Pontus Åberg (10:31)    | Skellefteå Publik: 6 001 Domare: Christer Lärking Marcus Vinnerborg | Skellefteå Publik: 6 001 Domare: Christer Lärking Marcus Vinnerborg |
| 17:00 UTC+2 | 17:00 UTC+2   | |                         |                         | Skellefteå Publik: 6 001 Domare: Christer Lärking Marcus Vinnerborg | Skellefteå Publik: 6 001 Domare: Christer Lärking Marcus Vinnerborg |
| 17:00 UTC+2 | 17:00 UTC+2   | |                         |                         | Skellefteå Publik: 6 001 Domare: Christer Lärking Marcus Vinnerborg | Skellefteå Publik: 6 001 Domare: Christer Lärking Marcus Vinnerborg |
| 17:00 UTC+2 | 17:00 UTC+2   | |                         |                         | Skellefteå Publik: 6 001 Domare: Christer Lärking Marcus Vinnerborg | Skellefteå Publik: 6 001 Domare: Christer Lärking Marcus Vinnerborg |
| 17:00 UTC+2 | 17:00 UTC+2   | |                         |                         | Skellefteå Publik: 6 001 Domare: Christer Lärking Marcus Vinnerborg | Skellefteå Publik: 6 001 Domare: Christer Lärking Marcus Vinnerborg |

| 4           | 21 april 2014 | Färjestad BK            | 0–3                     | Skellefteå AIK                                                                        | Löfbergs Arena                                          |                                                         |
| 17:00 UTC+2 | 17:00 UTC+2   | (0–0, 0–0, 0–3) Rapport | (0–0, 0–0, 0–3) Rapport | (0–0, 0–0, 0–3) Rapport                                                               | Karlstad Publik: 7 843 Domare: Mikael Nord Ulf Rönnmark | Karlstad Publik: 7 843 Domare: Mikael Nord Ulf Rönnmark |
| 17:00 UTC+2 | 17:00 UTC+2   |                         | Mål                     | Anton Lindholm (42:46) Pierre-Édouard Bellemare (17:01) (PP1) Martin Lundberg (58:18) | Karlstad Publik: 7 843 Domare: Mikael Nord Ulf Rönnmark | Karlstad Publik: 7 843 Domare: Mikael Nord Ulf Rönnmark |
| 17:00 UTC+2 | 17:00 UTC+2   |                         |                         |                                                                                       | Karlstad Publik: 7 843 Domare: Mikael Nord Ulf Rönnmark | Karlstad Publik: 7 843 Domare: Mikael Nord Ulf Rönnmark |
| 17:00 UTC+2 | 17:00 UTC+2   |                         |                         |                                                                                       | Karlstad Publik: 7 843 Domare: Mikael Nord Ulf Rönnmark | Karlstad Publik: 7 843 Domare: Mikael Nord Ulf Rönnmark |
| 17:00 UTC+2 | 17:00 UTC+2   |                         |                         |                                                                                       | Karlstad Publik: 7 843 Domare: Mikael Nord Ulf Rönnmark | Karlstad Publik: 7 843 Domare: Mikael Nord Ulf Rönnmark |
| 17:00 UTC+2 | 17:00 UTC+2   |                         |                         |                                                                                       | Karlstad Publik: 7 843 Domare: Mikael Nord Ulf Rönnmark | Karlstad Publik: 7 843 Domare: Mikael Nord Ulf Rönnmark |

### Spelarstatistik
Poängliga för slutspelet
|    | Nr | Spelare                  | Lag             | Position       | Matcher | Mål | Assist | Poäng | Snitt |
| -- | -- | ------------------------ | --------------- | -------------- | ------- | --- | ------ | ----- | ----- |
| 1  | 10 | Joakim Lindström         | Skellefteå AIK  | Vänsterforward | 14      | 6   | 12     | 18    | 1,29  |
| 2  | 45 | Oscar Möller             | Skellefteå AIK  | Högerforward   | 14      | 5   | 13     | 18    | 1,29  |
| 3  | 9  | Viktor Arvidsson         | Skellefteå AIK  | Högerforward   | 14      | 4   | 12     | 16    | 1,14  |
| 4  | 21 | Jimmie Ericsson          | Skellefteå AIK  | Högerforward   | 14      | 12  | 2      | 14    | 1,00  |
| 5  | 41 | Pierre-Édouard Bellemare | Skellefteå AIK  | Vänsterforward | 14      | 9   | 5      | 14    | 1,00  |
| 6  | 15 | Melker Karlsson          | Skellefteå AIK  | Center         | 14      | 4   | 8      | 12    | 0,86  |
| 7  | 17 | Alexander Johansson      | Växjö Lakers HC | Vänsterforward | 12      | 6   | 4      | 10    | 0,83  |
| 8  | 49 | Rhett Rakhshani          | Växjö Lakers HC | Högerforward   | 12      | 3   | 6      | 9     | 0,75  |
| 9  | 11 | Bud Holloway             | Skellefteå AIK  | Högerforward   | 11      | 3   | 5      | 8     | 0,73  |
| 10 | 87 | Robert Rosén             | Växjö Lakers HC | Center         | 12      | 6   | 1      | 7     | 0,58  |

Tabellens data är hämtade från Svenska Ishockeyförbundet.
Målvaktsliga
|   | Nr | Spelare                    | Lag             | M  | GIP | MIP    | SOG | GA | GAA  | SVS | SVS%  | SO | V  | F | V%    |
| - | -- | -------------------------- | --------------- | -- | --- | ------ | --- | -- | ---- | --- | ----- | -- | -- | - | ----- |
| 1 | 35 | Markus Svensson            | Skellefteå AIK  | 14 | 14  | 870:37 | 350 | 20 | 1,38 | 330 | 94,29 | 3  | 12 | 2 | 85,71 |
| 2 | 1  | Bernhard Starkbaum         | Brynäs IF       | 5  | 5   | 303:46 | 172 | 11 | 2,17 | 161 | 93,60 | 1  | 1  | 4 | 20,00 |
| 3 | 35 | Teemu Lassila              | Växjö Lakers HC | 12 | 12  | 715:46 | 285 | 20 | 1,68 | 265 | 92,98 | 3  | 6  | 6 | 50,00 |
| 4 | 35 | Fredrik Pettersson-Wentzel | Färjestad BK    | 15 | 15  | 876:06 | 454 | 36 | 2,47 | 418 | 92,07 | 0  | 8  | 7 | 53,33 |
| 5 | 99 | Marcus Högberg             | Linköping HC    | 12 | 9   | 488:10 | 272 | 25 | 3,07 | 247 | 90,81 | 1  | 3  | 5 | 33,33 |

Tabellens data är hämtade från Svenska Ishockeyförbundet.

## Kvalserien
| Nr | Lag             | S  | V | ÖV | ÖF | F | GM | IM | MS  | P  |
| -- | --------------- | -- | - | -- | -- | - | -- | -- | --- | -- |
| 1  | Örebro HK       | 10 | 6 | 1  | 1  | 2 | 32 | 21 | +11 | 21 |
| 2  | Djurgårdens IF  | 10 | 5 | 1  | 0  | 4 | 31 | 26 | +5  | 17 |
| 3  | Rögle BK        | 10 | 4 | 2  | 1  | 3 | 32 | 29 | +3  | 17 |
| 4  | Malmö Redhawks  | 10 | 4 | 1  | 1  | 4 | 25 | 27 | −2  | 15 |
| 5  | AIK             | 10 | 3 | 0  | 2  | 5 | 21 | 23 | −2  | 11 |
| 6  | VIK Västerås HK | 10 | 2 | 1  | 1  | 6 | 19 | 34 | −15 | 9  |

## Arenor
| Anläggningar för SHL 2013/2014 ( )          | Anläggningar för SHL 2013/2014 ( )                 | Anläggningar för SHL 2013/2014 ( )             | Anläggningar för SHL 2013/2014 ( )                  | Anläggningar för SHL 2013/2014 ( )          | Anläggningar för SHL 2013/2014 ( )        |
| ------------------------------------------- | -------------------------------------------------- | ---------------------------------------------- | --------------------------------------------------- | ------------------------------------------- | ----------------------------------------- |
| AIK                                         | Brynäs IF                                          | Frölunda HC                                    | Färjestad BK                                        | HV71                                        | Leksands IF                               |
| Hovet Kapacitet: 8 094 Byggd: 1955          | Läkerol Arena Kapacitet: 8 265 Byggd: 2006         | Scandinavium Kapacitet: 12 044 Byggd: 1971     | Löfbergs Arena Kapacitet: 8 647 Byggd: 2001         | Kinnarps Arena Kapacitet: 7 000 Byggd: 1958 | Tegera Arena Kapacitet: 7 650 Byggd: 2004 |
|                                             |                                                    |                                                |                                                     |                                             |                                           |
| Linköpings HC                               | Luleå HF                                           | Modo                                           | Skellefteå AIK                                      | Växjö Lakers                                | Örebro HK                                 |
| Cloetta Center Kapacitet: 8 500 Byggd: 2004 | Coop Norrbotten Arena Kapacitet: 6 300 Byggd: 1970 | Fjällräven Center Kapacitet: 7 600 Byggd: 2006 | Skellefteå Kraft Arena Kapacitet: 6 001 Byggd: 1966 | Vida Arena Kapacitet: 5 700 Byggd: 2011     | Behrn Arena Kapacitet: 5 200 Byggd: 1960  |
|                                             |                                                    |                                                |                                                     |                                             |                                           |

### Fotnoter
1. ↑  Samtliga lag inom parentes kvalificerade sig till CHL 2014/2015 eftersom de spelade i SHL 2014/2015 och tillhörde de 26 klubbar som grundade turneringen.
2. ↑  Bekräftat: Så blir nya slutspelet, Sportbladet 13 juni 2013
3. ↑  ”Patrik Ross lämnar Örebro Hockey”. orebrohockey.se. http://www.orebrohockey.se/artikel/45134/. Läst 23 november 2012.
4. ↑  ”Kent Johansson klar som ny tränare för Örebro Hockey”. orebrohockey.se. http://www.orebrohockey.se/artikel/45311/. Läst 25 november 2013.
5. ↑  ”Färjestad entledigar Andreas Johansson”. farjestadbk.se. http://www.farjestadbk.se/artikel/45765/. Läst 15 december 2013.
6. ↑  ”Skellefteå segrare i julmatchen”. Skellefteå AIK. https://www.skellefteaaik.se/gamecenter/qQ1-5b5pxQodj/articles/post. Läst 13 juli 2020.
7. ↑  ”Torgny Bendelin tar över HV71”. shl.se. http://www.shl.se/artikel/46367/. Läst 15 december 2013.
8. ↑  Bergh, Martin (8 februari). ”Resultat: Dramatik från de tidiga matcherna”. shl.se. SHL. http://shl.se/artikel/48470/. Läst 11 juli 2014.
9. ↑  ”Hersley utsedd till bäste back i SHL”. Tidningarnas Telegrambyrå. SVT Sport. 25 mars 2014. http://www.svt.se/sport/ishockey/hersley-utsedd-till-baste-back-i-shl. Läst 27 april 2014.
10. ↑  ”SHL : Overview”. Svenska Ishockeyförbundet. https://stats.swehockey.se/ScheduleAndResults/Overview/3905. Läst 13 juli 2020.
11. ↑  Gullbrand, Johannes (8 mars 2014). ”Pär Arlbrandt - Segrare i SHL:s poängliga”. shl.se. SHL. http://shl.se/artikel/49630/.
12. ↑  ”Scoring”. Svenska Ishockeyförbundet. http://stats.swehockey.se/Players/Statistics/ScoringLeaders/3905. Läst 28 februari 2020.
13. ↑  ”Leading by SVS%”. Svenska Ishockeyförbundet. http://stats.swehockey.se/Players/Statistics/LeadingGoaliesSVS/3905. Läst 28 februari 2020.
14. ↑  ”SM-slutspel: Scoring” (på engelska). Svenska Ishockeyförbundet. http://stats.swehockey.se/Players/Statistics/ScoringLeaders/4920. Läst 8 september 2018.
15. ↑  ”Leading by SVS%”. Svenska Ishockeyförbundet. http://stats.swehockey.se/Players/Statistics/LeadingGoaliesSVS/4920. Läst 28 februari 2020.